# 明治維新

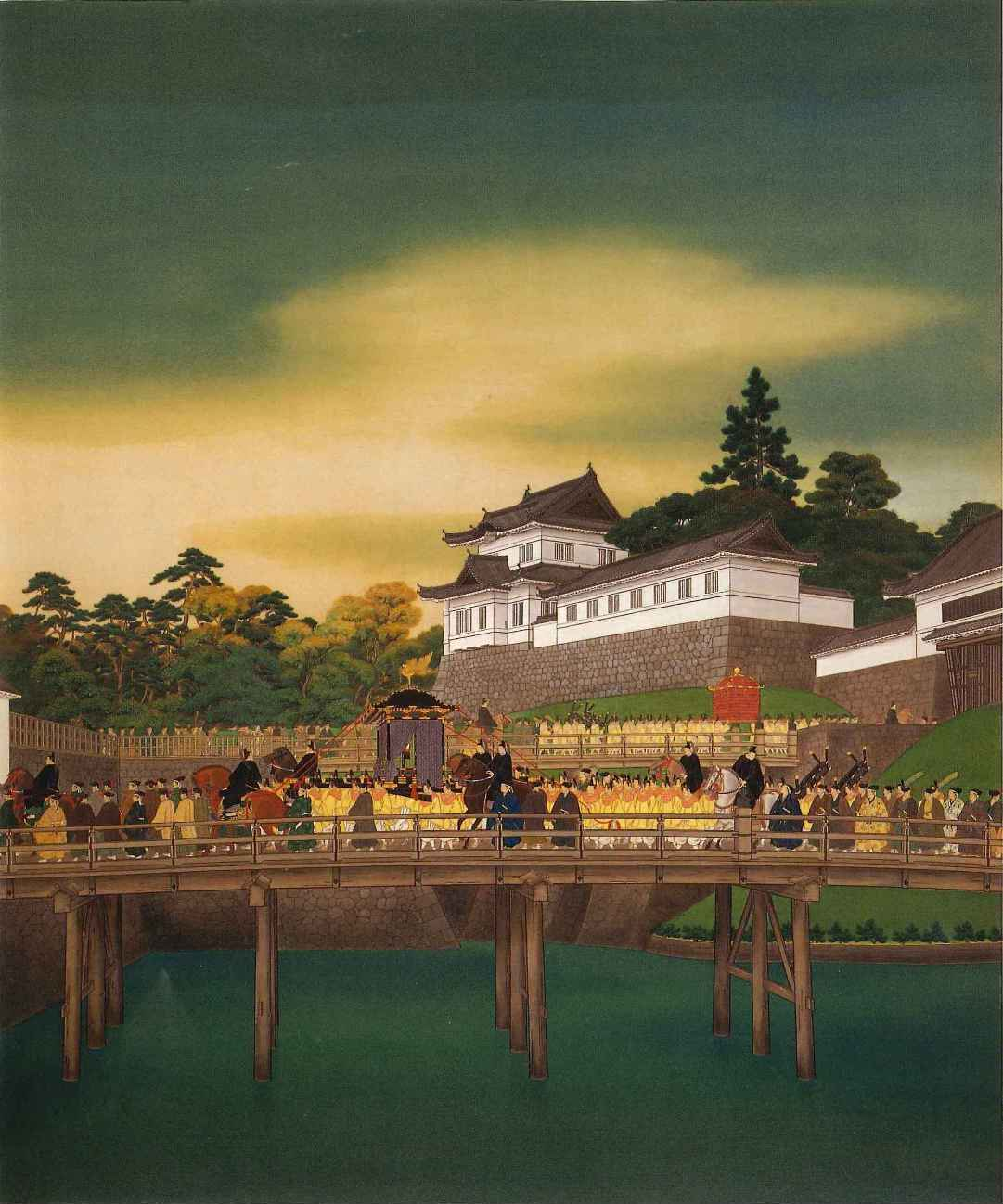
明治天皇の東京行幸
（聖徳記念絵画館壁画「東京御着輦」）

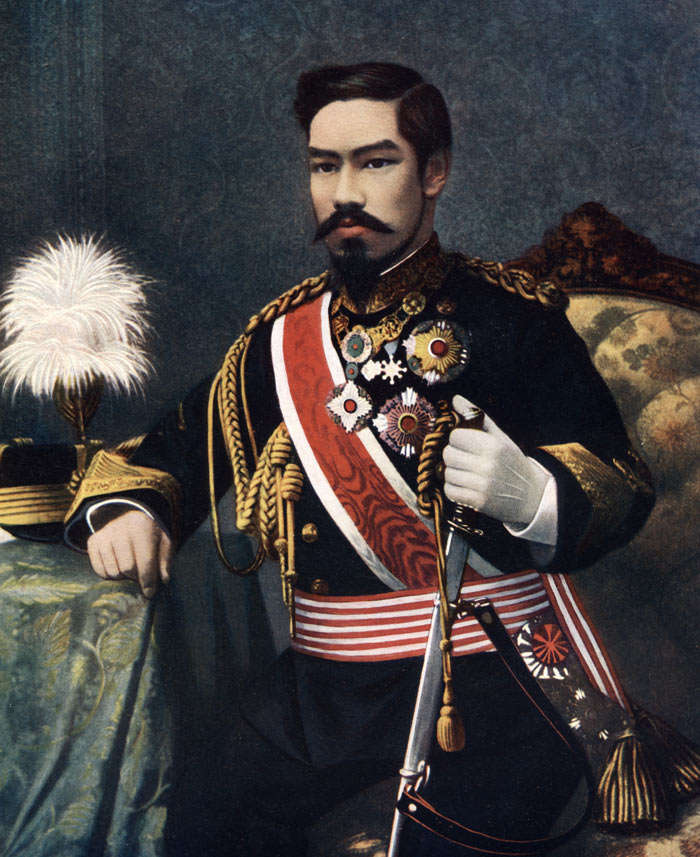
明治天皇

明治維新（めいじいしん）とは、19世紀後半の江戸時代末期（幕末）から明治時代初期の日本国内で行われた、一連の近代化改革である。封建制の幕藩体制を廃し、中央集権統一国家と資本主義社会への移行の出発点となった政治的・社会的な変革を指す。
国内では、明治維新によって政治・中央官制・法制・宮廷・軍事・身分制・地方行政・金融・流通・産業・経済・文化・教育・外交・宗教・思想など、あらゆる面での改革・近代化が進行した。明治維新の時期については、諸説あるが、始期を1853年のペリー来航、終期を1871年廃藩置県、1873年地租改正を経て、1877年西南戦争までとすることが多い（詳細は、#改革の時期を参照。）
維新革命（いしんかくめい）あるいは明治革命（めいじかくめい）ともいう。当時は御一新（ごいっしん）と呼ばれていた。

## 名称：復古・維新・一新・革命

### 典拠
維新は詩経大雅・文王の「周雖旧邦、其命維新（周は旧邦といえども、その命は維（これ）新（あらた）なり）」の成句から採られたが、発音の類似から御一新・御維ヰッ新（ごいっしん）ともいわれた。

### 幕末変革期から明治初期における「復古」「維新」「一新」の用例
「維新」の用例は古代以来多数あるが、幕末変革期においては、水戸学の思想家藤田東湖の日記『庚寅日録』天保元年（1830年）4月21日条に「中興維新」、4月25日条に「去年以来国事維新百度将復」とある。また、嘉永3年（1850年）6月19日の藤田東湖宛横井小楠書簡に「近年来尊藩御維新之御政事赫赫と天下に響聞仕」とあり、幕府側の公文書でも、嘉永6年（1853年）10月15日ロシア宰相宛老中奉書「君主新嗣位、百度維新、如斯等重大事項」とある。
長州藩の吉田稔麿は穢多・非人・屠勇などの被差別部落民の兵士取り立てを献策し、元治元年（1864年）に「一新組」が、慶応2年（1866年）に「維新団」が結成された。
慶応2年（1866年）（または慶応3年）、国学者の玉松操による岩倉具視への返答に「維新」が出てくる。『岩倉公実記』によれば、岩倉具視に意見を求められた玉松操は次のように回答した。
玉松においては、旧江戸幕府政権からの権力の移譲は、「征夷大将軍」という官位を「禁裡様」（天皇）へ返上するという形で行われたもので、これは易姓革命でいう王朝交代ではなかったため、「革命」でなく「維新」の表現が選ばれた。明治政府もこれを踏襲した。
慶応3年12月9日（1868年1月3日）の王政復古の大号令において「民ハ王者之大寶百事御一新」と表記された。
尾佐竹猛によれば、新政府は王政復古の大号令においては「王政復古、国威挽回」を述べ、根本的大改造という意味で「百事御一新」と宣伝したが、この「御一新」が「維新」という語になり、初めは「王政維新」と言っていた。「明治維新」の語が現れたのは1890年に憲法が公布される数年前のことと見られ、「王政維新」の語は戦後も使用されている。
革命初期の公文書には政体復古・天下一新・朝政一新という表記がなされた。『太政官日誌』は慶応4年2月14日（1868年3月7日）から記録されているが、同日東久世通禧は各国公使に「政体復古」を報告している。
慶應4年2月28日（1868年3月12日）の「幕府御親征の詔」では「天下一新」とある。慶應4年3月14日（1868年4月6日）の億兆安撫国威宣揚の御宸翰では「朝政一新」とある。旧暦9月8日（10月23日）に改元が行われ、明治元年12月23日（1869年2月4日）の東久世中将からイギリス公使ハリー・パークスに宛てた公文書綴では「朝政一新」とある。
明治2年（1869年）正月には、木戸孝允が大村益次郎宛書簡で「大政一新」と書き、岩倉具視は「大政維新」と書いた
公文書における「維新」の用例としては、明治3年1月3日の宣布大教の詔に「今や天運循環し、百度維新（これあらた）なり、宜しく治教を明らかにし、以て惟神（かむながら）の道を宣揚すべきなり」とある。
明治5年（1872年）9月刊行の沖志楼主人『維新御布告往来 : 童蒙必読』には「皇政復古、綱紀御維新（ゴセイジムカシカヘリ　ゴキソクアラタニナリ）」とある。

### 英訳：restorationとrevolution
英語表記は Meiji restoration が多く、「明治の（王政）復古」の意味になる。他に Meiji Ishin、Meiji restoration and revolution、Meiji Revolution（明治革命）、Meiji Renovation
などが見られる。
維新は英語で王政復古を意味する Restoration と表記されることが多いが、これは慶應3年12月9日（1868年1月3日）に岩倉具視らが上程した大令（いわゆる王政復古の大号令）の中の王政復古の英語訳であるとされる。
英国外交官フランシス・O・アダムスの『日本史』(1874-75)ではこの大令を「a basis should be formed for a return to the ancient form of government by the Sovereign,and for the restoration of the national dignity」と説明された。この場合、restoration は「王政復古」ではなく、「国威挽回」の訳語として用いられたが、日本政治思想史研究者の苅部直は、日本の開国後出版された西欧人による初めての日本紹介であるアダムスの『日本史』から、慶応三年の改革を restoration と呼ぶ用法が定着していったのだろうと指摘する。
他方、ウィリアム・グリフィスの The Mikado's Empire (『ミカドの帝国』、1876年)では、将軍政権の崩壊とミカド（天皇）の最高権力への復帰（restoration)が目撃されたとし、最近の日本では、対外政策の転換、社会改革、西洋文明の受容の三重の政治革命 (a three-fold political revolution) が進行していたと認識していた。苅部によれば、幕末から明治にかけての体制転換は、徳川公方から京都の天皇への単なる政権交代というだけでなく、公儀または幕府が大名と朝廷を統制するそれまでの国家全体の体制を改めることであり、様々な制度改革を通じて、身分に基づく支配などが廃止され、西洋文明への受容へと大きく舵が切られたような、社会の急激な変化であり、また、当時の日本国内ではこのような世の中を根本から立て直そうとする動きは「御一新」として歓迎されたことなどからも、このような体制転換にふさわしい英語は revolution であり、これは同時代の日本人が抱いた実感でもあったという。また、明治政府が「維新」でなく「革命」と表現していたら、「明治革命」といった名称も定着していた可能性もあったという。
なお、徳富蘇峰や竹越與三郎や、北一輝らは、「維新革命」という呼称を用いた。
中村政則は、明治維新は復古(Restoration)、改革（Reform)、革命の三つの側面を持ち、どの側面を強調するかで評価が異なってくると1986年に指摘した。
21世紀に入ると「明治革命」を使用する研究者が多くなり、日本政治史研究の坂野潤治や日本近代史研究の三谷博、日本政治思想史研究の渡辺浩、歴史学者マリウス・バーサス・ジャンセンやアンドルー・ゴードンらは「明治革命・Meiji Revolution」という呼称を用いる。
なお、三谷博は、Restorationを訳語に使うと、天皇の国家の頂点への復帰だけに注意を集め、維新が世襲身分制のほとんどを廃棄した大規模な革命であった事実を覆い隠してしまうため、「Revolution」でも誤解がある場合、「regeneration（再生、改革、刷新などの意味）」という訳語を提案した。

## 改革の時期

### 開始時期
維新の時期については諸説ある。明治維新の始期として、天保年間（1831 - 1845年）に置く考えがある。
天保年間には、天保の大飢饉（天保4 - 10年、1833 - 1839年）によって100万人以上が犠牲となり、天保騒動などの百姓一揆や、大塩平八郎の乱（1837年）が発生した。また鎖国を批判した渡辺崋山や高野長英を弾圧する蛮社の獄があり、天保の改革でも飢饉対策の成果はなかった。天保13年（1842年）にはアヘン戦争で清が敗れ、イギリス（大英帝国）の強さを知った幕府は異国船打払令を廃止し、遭難船を救済する薪水給与令を定めた。始期を天保期に求める説は、幕藩体制内部に維新変革を引き起こす矛盾がこの時期に顕在化したとみる変革の内的要因に着目した議論である。
始期として、黒船来航（嘉永6年、1853年）または不平等条約であった安政通商条約の締結（1858年）に置く見方もある。
1889年（明治22年）に完成した官選史料集『復古記』では、慶応3年（1867年）の大政奉還から明治元年10月28日（1868年12月11日）の東征大総督解任までが扱われた。当初の復古記編纂案では、嘉永7年（1853年）のペリー来航から大政奉還までを前記、大政奉還から東征大総督解任までを正記、戊辰戦争記を外記と区分していた。
文部省・東京大学史料編纂所編纂『大日本維新史料』では、弘化3年（1846年）2月の孝明天皇の践祚から明治4年（1871年）の廃藩置県に至る25年間が維新資料としてまとめられた。
狭義では明治改元に当たる明治元年旧9月8日（1868年10月23日）となる。しかし、一般的にはその前年に当たる慶応3年（1867年）の大政奉還、王政復古以降の改革を指すことが多い。

### 終了時期
終了時期についても、廃藩置県（明治4年、1871年）、封建復帰を目ざす士族の反政府運動が終わった西南戦争（明治10年、1877年）や、内閣制度の発足（明治18年、1885年）、立憲体制の確立・大日本帝国憲法発布（明治22年、1889年）までとするなど諸説ある。

## 幕末の情勢と江戸幕府の崩壊

### 政治状況

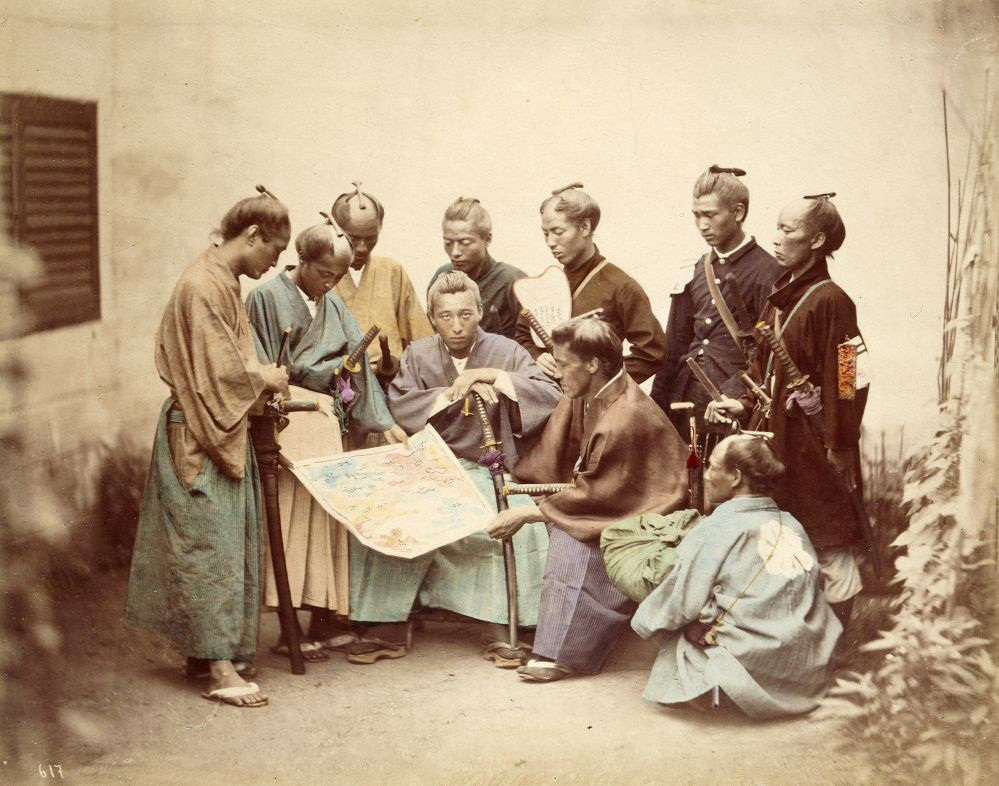
戊辰戦争中の薩摩藩の藩士（着色写真）。フェリーチェ・ベアト撮影

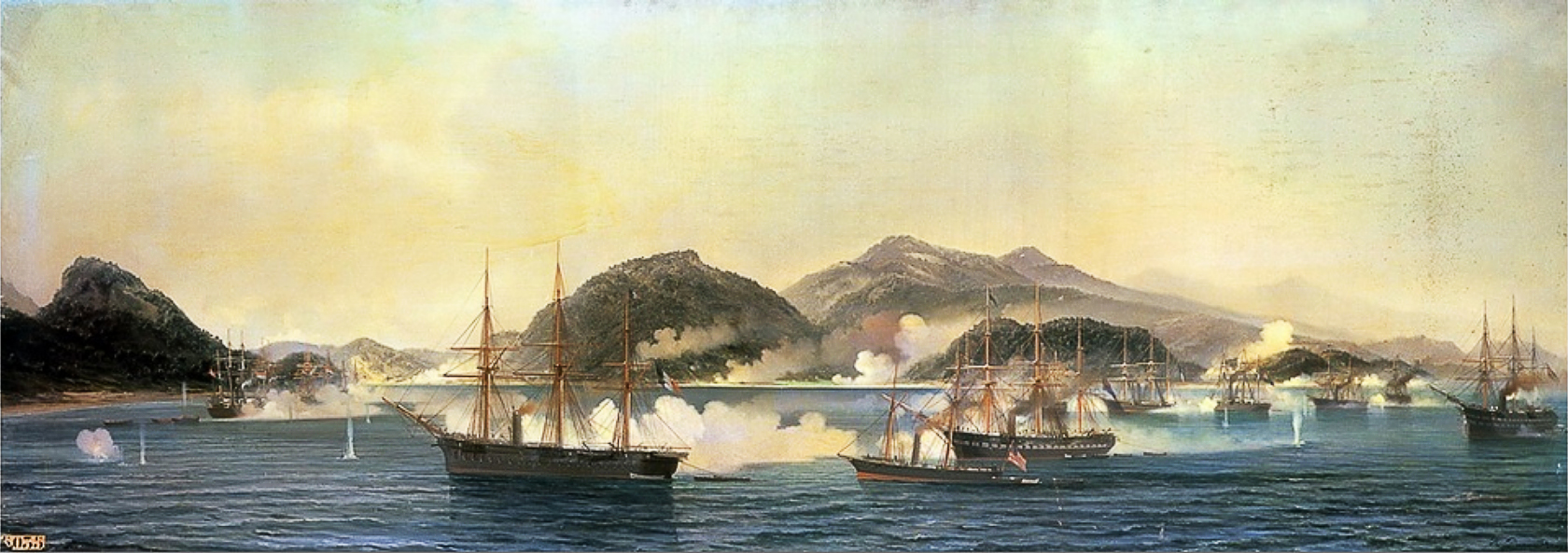
四国連合艦隊による下関砲撃（馬関戦争）

一般的に、明治維新の始まりは黒船来航に象徴される欧米列強の経済的・軍事的拡大政策に対する抵抗運動（攘夷運動）に起源を持つとされる。
19世紀、江戸幕府の支配体制は綻びが見え始めていた。ヨーロッパ、アメリカでの産業革命以降、アジア諸国は西欧によって次々に植民地化され、ついに東洋の大国であった清国までイギリスにアヘン戦争で敗北し、日本も植民地化の危機が迫っていた時代であった。
日本にもロシア、アメリカをはじめとする外国船の来航と通商要求や、フェートン号事件やモリソン号事件などの外圧の高まりに加えて、宝暦事件、明和事件、大塩平八郎の乱といった内紛・内乱や民衆運動である打ちこわしが盛んになった。老中松平定信や国学者の本居宣長などは大政委任論を唱え、幕府の政治は天皇から委任されたものと考える見方が主流化し、国学者や水戸学を中心に尊皇思想・尊王論が広まっていった。
19世紀半ばのアヘン戦争以後、欧米による帝国主義政策の影響が東アジアに浸透するにつれ、水戸学等の国学を基盤として、外国勢力を排斥して江戸幕府開闢以来の基本政策である鎖国政策と幕藩体制を維持しようとする攘夷思想が現れた。しかし江戸幕府は開国・通商路線を選択したため、攘夷思想は尊王論と結びつき、朝廷の権威のもと幕政改革と攘夷の実行を求める尊王攘夷運動として、武士階層を中心に広く普及していった。
嘉永六年六月にマシュー・ペリーが浦賀に来航すると徳川幕府はそれまでの将軍専制の掟を破り朝廷に国際情勢の危機を奏聞するとともに、諸侯や一般の意見も徴した。「幕府専断」から「尊皇公議」への転換であった。公議公論にもとづいて天皇的統一国家を形成しなければ他のアジア諸国のように分割され征服されるだろうという危機感があったのである。
一方、幕府側の開国・通商路線を是認する諸藩の中にも、いわゆる雄藩を中心に、幕府による対外貿易の独占に反対し、あるいは欧米列強に対抗すべく旧来の幕藩体制の変革を訴える勢力が現れた。これらの勢力もまた朝廷を奉じてその要求を実現させようとしたため、京都を舞台に朝廷を巡る複雑な政争が展開されることとなった。そのような風潮の中、薩英戦争や下関戦争などにおいて欧米列強との軍事力の差が改めて認識されたことで、観念的な攘夷論を克服し、国内の政治権力の統一や体制改革（近代化）を進め、外国との交易によって富国強兵を図り、欧米に対抗できる力をつけるべきだとする「大攘夷」論が台頭し、尊王攘夷運動の盟主的存在だった長州藩も開国論へと転向していくことになった。イギリス外交官アーネスト・サトウの論文『英国策論』の和訳が横浜のジャパン・タイムズに掲載され、天子主権論と討幕を理論づけた。ただこの書の内容は、イギリス留学中の薩摩藩士松木弘安がイギリスの外務大臣に提出したものとの類似性が指摘されている。

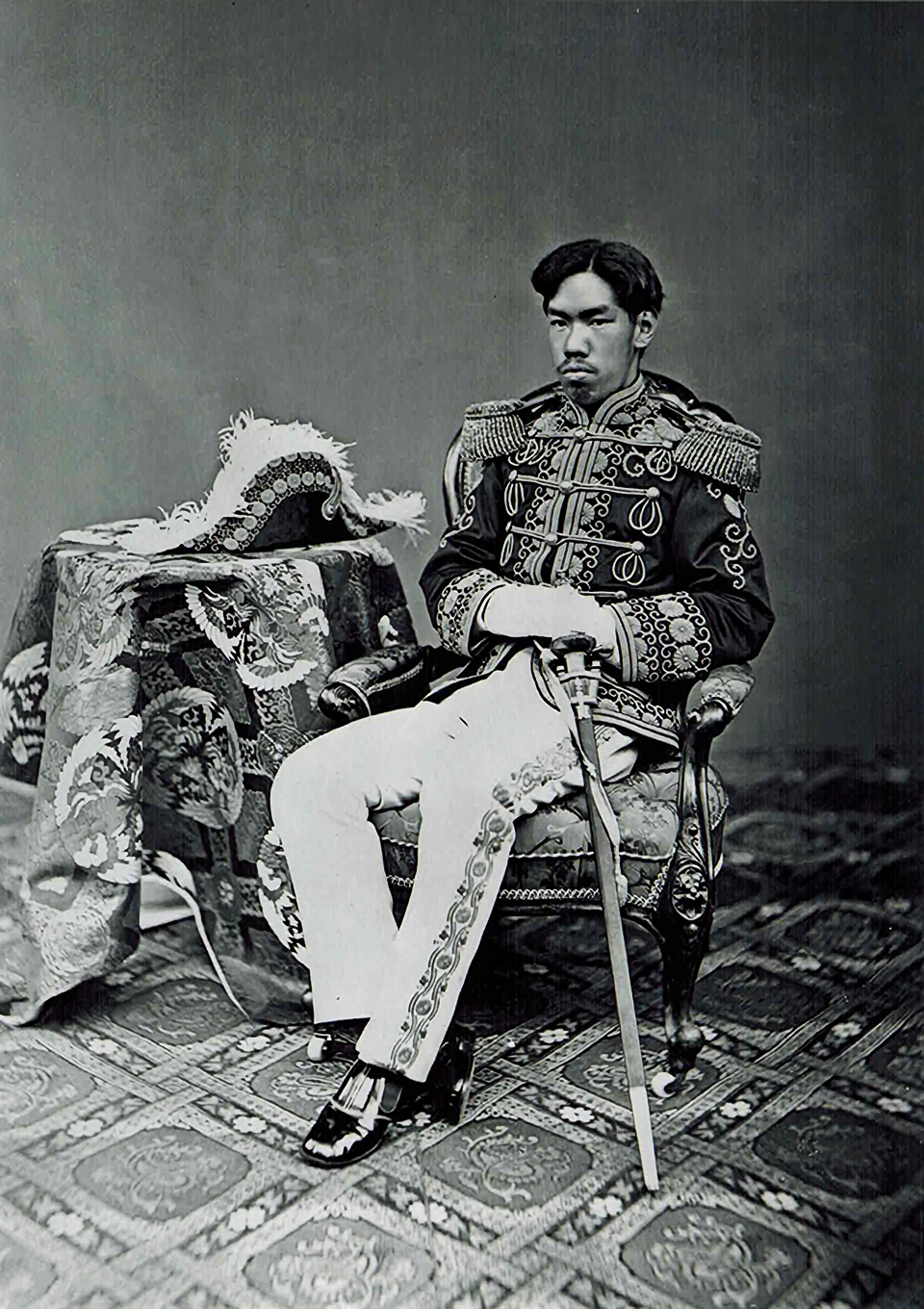
明治天皇（明治6年〈1873年〉10月、内田九一撮影）

幕府は公武合体政策を掲げ、尊王攘夷派の攘夷要求と妥協しつつ旧体制の存続を模索したため、外国勢力の脅威に直面していた急進的な雄藩の支持を失っていった。またこの時期、黒船来航以来の幕府威信の低下と世情不安の高まりを背景として農民一揆が多発するようになった。このような情勢の中、諸侯連合政権を志向する土佐藩・越前藩らの主張（公議政体論）や、より寡頭的な政権を志向する薩摩藩の主張など、国政改革のために幕府を廃して朝廷の下に中央集権的な政治体制を樹立しようとする構想が幕政において急速に支持を集めていった。
1863年には京都から長州藩らの尊攘派が追放される動きがあり（八月十八日の政変）、薩摩藩らによる公議政体樹立を目指す動きが見られたが、徳川の御威光の復活を考えていた徳川慶喜や会津藩らによって退けられた。以降、公議運動も反徳川幕府運動へと傾斜していった。ここに公議運動と尊攘運動が、ともに徳川幕府打倒という旗印のもとに結び付き、薩長同盟が締結された。徳川慶喜は後藤象二郎、山内豊信経由で坂本龍馬の「船中八策」を知り、二条城での評定を経て大政奉還を決意した。大政奉還の上奏文には西洋諸国との関係性が深まるにつれ体制を改める必要性から政権を朝廷に返上し、「広く天下の公議を尽くし、聖断を仰ぎ、同心協力、共に皇国を保護」すれば、西洋諸国を肩を並べることができようと記されていた（『法令全書』）。
結果としてこれらの改革勢力の協力の下に王政復古が宣言され、古代の律令制や中世の建武の新政に中央集権的王権統治の先例を求めつつも、欧米列強の近代国家を範とする公議政体の実現を目指した。戊辰戦争による旧幕府勢力の排除を経て権力を確立したこの新政府は、薩摩・長州両藩出身の官僚層を中心に急進的な近代化政策を推進していくこととなった。
明治元年（1868年）には明治天皇は広く会議をおこして公論政治を断行する旨等の五箇条の御誓文を天地神明に誓ったが、これが明治維新の国是となった。またこれに続き出された政体書にはアメリカ式の三権分立が早くも打ち出されていた。

### 自然災害と疫病

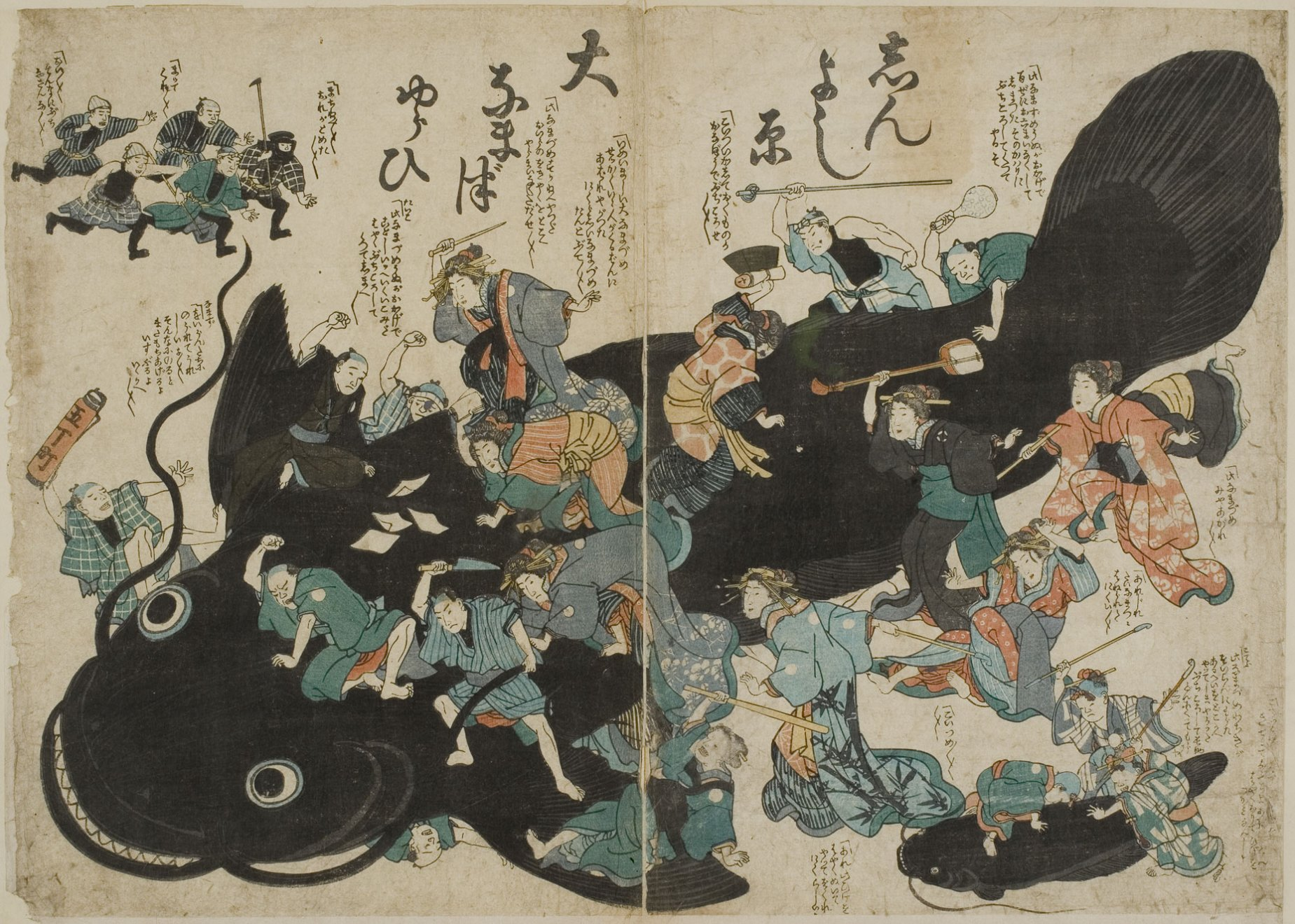
安政2年（1855年）安政江戸地震直後の鯰絵。地震を起こすとされた大鯰を懲らしめる。

幕末に諸外国からの開国圧力が強まる中、大地震が続発した。弘化4年（1847年）には長野で善光寺地震が起き、山崩れでせき止め湖決壊などのため、1万人を超す犠牲者が出た。ペリー来航直前の嘉永6年(1853年）3月に小田原地震（M6.7、震度7、江戸の震度4-5）が起きた。翌年日米和親条約が締結されると、伊賀上野地震(M7.3)が発生し、以降、13回の地震が連発する安政の大地震が発生した。嘉永7年（1854年）には、南海トラフ巨大地震である安政東海地震と安政南海地震(M8.4、震度7）、豊予海峡地震(M7.4、震度6）が発生し、幕府は災異改元で安政に改元するが、安政2年（1855年）に飛騨地震（M7.5)、陸前地震、安政江戸地震(M6.9-7.4、推定死者1万人)が発生した。安政3年（1856年）にも安政3年の大風災で台風と高潮が江戸を襲い（推定死者10万人）、安政八戸沖地震(M6.9-8.0)が発生した。安政4年に芸予地震(M7.3)が発生、安政5年（1858年）の飛越地震(M7.1、震度7)では鳶山崩れも併発し、常願寺川のせき止め湖が二度決壊して下流に大被害を出した。
安政5年にはコレラも流行し、江戸だけで死者が3万人から30万人に及んだ。さらに文久2年（1862年）のコレラ流行では安政5年の数倍の死者が出た。文久2年にははしかも大流行し、江戸だけで239,862人の死者が出た。こうした度重なる疫病による社会不安が徳川幕府崩壊の要因の一つともなった。

### 略年表
※明治5年(1872）のグレゴリオ暦への改暦までの日本は太陰太陽暦(天保暦)を採用していたため、西暦とはずれがあることに留意。また、慶応4年の一世一元の制による明治への改元までは災異改元や立年改元(改元年の元旦に遡及して新元号を使用)などもある。
- 天保年間(1831-45)
  - 天保4年(1833) - 天保の大飢饉(〜天保10）
  - 天保7年（1836） - 天保騒動
  - 天保8年（1837）大塩平八郎の乱
  - 天保10年（1839） - 蛮社の獄
  - 天保12年（1841） - 天保の改革
  - 天保13年(1842) - アヘン戦争の情報を得た幕府は異国船打払令を廃止して薪水給与令発布[60]
- 弘化年間(1845-48)
- 嘉永年間（1848-1855）
  - 嘉永6年(1853) - 黒船来航
  - 嘉永7年(1854) - 3月日米和親条約、6月伊賀上野地震、8月日英和親条約、11月、安政東海・南海地震を受けて災異改元。安政元年11月、豊予海峡地震。12月日露和親条約
- 安政年間（1855-1860）
  - 安政2年（1855年）  - 10月安政江戸地震、12月日蘭和親条約
  - 安政3年（1856年）  - 7月安政八戸沖地震、8月江戸大風災
  - 安政5年（1858年） - 日米修好通商条約、続けてオランダ、ロシア、英国、フランスも締結（安政五カ国条約)。安政の大獄、コレラ流行
  - 安政7年（1860年） - 桜田門外の変
- 万延年間（1860-1861）
- 文久年間（1861-1864）
  - 文久2年 - 文久の改革、生麦事件、はしか流行
  - 文久3年 - 薩英戦争、八月十八日の政変、下関戦争(文久3-4)
- 元治年間（1864-1865）
  - 元治元年 - 禁門の変、四国艦隊下関砲撃(下関戦争)、第一次長州征討
- 慶応年間（1865-1868）
  - 慶応元年（1865） - 兵庫開港要求事件
  - 慶応2年（1866) - 薩長同盟、第二次長州征討
  - 慶応3年（1867) - 四侯会議、大政奉還上奏 - 王政復古の大号令
  - 慶応4年（1868) - 1月、鳥羽・伏見の戦いで戊辰戦争開始。4月、江戸開城、会津戦争開始。7月、上野戦争、秋田戦争。五箇条の御誓文、政体書発布、東京奠都、旧9月8日（1868年10月23日）、一世一元の制による明治への改元。明治元年[61]9月22日、会津戦争終結。
- 明治年間（1868-1912）
  - 明治2年(1869） - 5月、箱館戦争により戊辰戦争終結。6月、版籍奉還 - 宮内省・民部省・大蔵省・刑部省・兵部省・外務省を設置。族称・平民の設置。
  - 明治4年(1871） - 廃藩置県
  - 明治5年(1872） - 人身売買禁止令、国立銀行条例。12月、太陰太陽暦からグレゴリオ暦へ改暦。
  - 明治6年(1873） - 明治六年政変、敵討禁止令
  - 明治7年(1874） - 民撰議院設立建白書、佐賀の乱、台湾出兵
  - 明治9年(1876） - 秩禄処分
  - 明治10年(1877）- 西南戦争
  - 明治12年(1879）- 琉球処分
  - 明治14年(1881）- 国会開設の詔
  - 明治18年(1885) - 太政官制廃止、内閣制度発足。
  - 明治22年(1889）- 大日本帝国憲法発布。
  - 明治23年(1890）-第1回帝国議会

## 「御一新」の理念

### 五箇条の御誓文

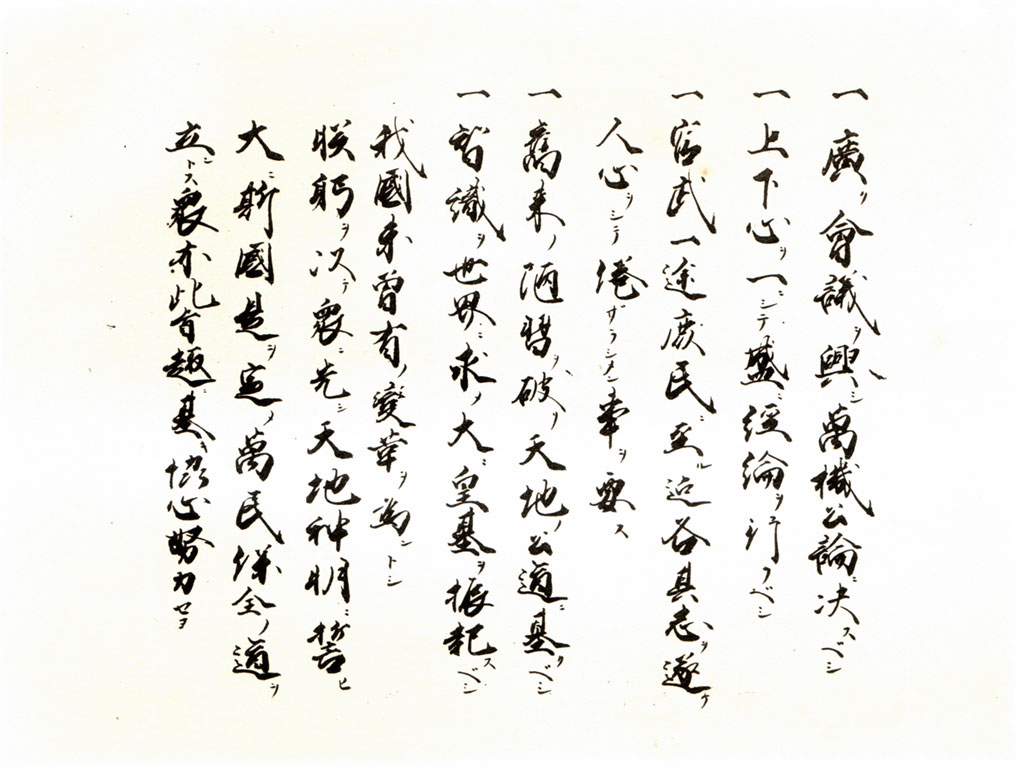
幟仁親王が揮毫した御誓文の原本

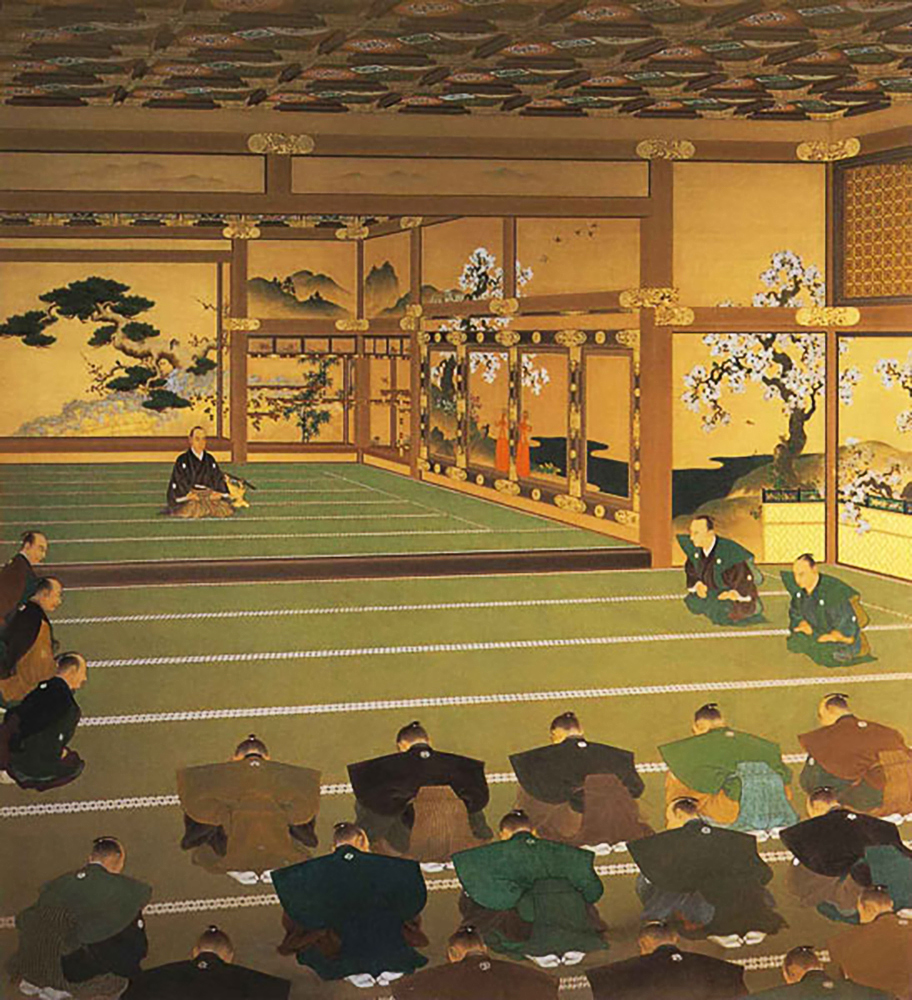
「大政奉還図」 邨田丹陵 筆

江戸幕府による大政奉還を受け、王政復古によって発足した明治新政府の方針は、天皇親政（旧来の幕府・摂関などの廃止）を基本とし、諸外国（主に欧米列強国を指す）に追いつくための改革を模索することであった。その方針は、翌慶応4年（1868年）3月14日に公布された五箇条の御誓文で具体的に明文化されることになる。合議体制、官民一体での国家形成、旧習の打破、世界列国と伍する実力の涵養などである。なお、この『五箇条の御誓文』の起草者・監修者は「旧来ノ陋習ヲ破リ天地ノ公道ニ基クヘシ」を全く新たに入れた総裁局顧問・木戸孝允（長州藩）であるが、その前段階の『会盟』五箇条の起草者は参与・福岡孝弟（土佐藩）であり、更にその前段階の『議事之体大意』五箇条の起草者は参与・由利公正（越前藩）である。
その当時はまだ戊辰戦争のさなかであり、新政府は日本統一後の国是を内外に呈示する必要があった。そのため、御誓文が、諸大名や、諸外国を意識して明治天皇が百官を率いて、皇祖神に誓いを立てるという形式で出されたのである。さらに国民に対しては、同日に天皇の御名で「億兆安撫国威宣揚の御宸翰」が告示され、天皇自身が今後善政をしき、大いに国威を輝かすので、国民も旧来の陋習から脱却するように説かれている。
これらの内容は、新政府の内政や外交に反映されて具体化されていくとともに、思想的には自由民権運動の理想とされていく。
また、この目的を達するための具体的なスローガンとして「富国強兵」「殖産興業」が頻用された。

### 五榜の掲示
五箇条の御誓文を公布した翌日、幕府の高札が撤去され、辻々には暫定的に江戸幕府の統治政策を踏襲する「五榜の掲示」が立てられた。儒教道徳の遵守、徒党や強訴の禁止、キリスト教の禁止、国外逃亡の禁止などを引き継いだ内容が掲示された。これら条項は、その後の政策の中で撤廃されたり、自然消滅して効力を失うに至る。

## 政府の編成

### 明治維新政府

#### 政府の名称
ここでは便宜上「明治維新政府」と仮称するが、この呼称は後世に学術的名称として利用され始めたものである。その他には明治政府、明治新政府、維新政権ともいわれる。当時、明治維新政府への批判的な呼称として圧制政府と表現されることもあった。

#### 政府の性格
王政復古の大号令により幕府や律令制機構の大半を廃して始まった「明治維新政府」であるが、当時の前提としては律令時代からの主権者である天皇の政府であるとされており、何度かの改組や憲法制定を経て立憲政体に変化しても、「明治維新政府」の終期は定義されないまま日本の中央政府である日本政府となっている。当時の太政官布告は、廃止が行われない限り100年以上経過した現代に至っても効力を保持しているように、法的には断絶があったとはみなされていない。一方でこの時期の政府は井上勝生のように臨時革命政府であるという意見もある。

#### 東京奠都
首都については、当初京都では旧弊（京都の歴史上のしがらみ）が多いとして、大阪遷都論が大久保利通を中心として唱えられた。
しかし、大阪遷都論には反対が多く、江戸城明け渡しもあり、江戸を東京とすることで落ちついた。1868年7月17日に江戸ヲ称シテ東京ト為スノ詔書が発布されたが、遷都については正式な布告があったわけではなく、明治天皇の2度の東京行幸により太政官も東京に移され、東京が事実上の首都と見なされるようになった。
奠都から約30年になる1897年には、財閥や新聞社・通信社が委員会を編成して開催した「奠都三〇年祝賀会」が開催された。

#### 行政
形式的には、明治維新は律令制の復活劇でもあった。幕藩体制の崩壊に伴い、中央集権国家の確立を急ぐ必要があった新政府は、律令制を範とした名称を復活させた。
王政復古の大号令において、幕府や摂政・関白の廃止と天皇親政が定められ、天皇の下に総裁・議定・参与の三職からなる官制が施行された。総裁には有栖川宮親王、議定には皇族・公卿と薩摩・長州・土佐・越前などの藩主が、参与には公家と議定についた藩主の家臣が就任した。しかし、明治天皇はまだ年少であるため、それを補佐する体制がすぐに必要となった。
そこで、慶応4年閏4月21日、政体書の公布により、太政官を中心に三権分立制をとる太政官制が採られ、さらに翌年7月には、版籍奉還により律令制の二官八省を模した二官六省制が発足した。明治2年の主な組織と役職者は次の通りである。
1. 輔相　三条実美
2. 議定　岩倉具視、徳大寺実則、鍋島直正
3. 参与　東久世通禧、木戸孝允、大久保利通、後藤象二郎、副島種臣、板垣退助

そして、明治4年7月（1871年8月）の廃藩置県の後には正院・左院・右院による三院制が採られた。
具体的な行政機構としては、太政官と神祇官を置き、太政官の下に各省を置く律令制が模写されたものの、その後も民部省から工部省が分離したり、刑部省から司法省に改組したりする幾多の改変を必要とし、安定しなかった。また立法府である左院・右院や地方官会議なども設置・廃止が繰り返された。明治中央官制の改革は明治18年（1885年）の内閣制度発足をもってようやく安定する。

#### 立法

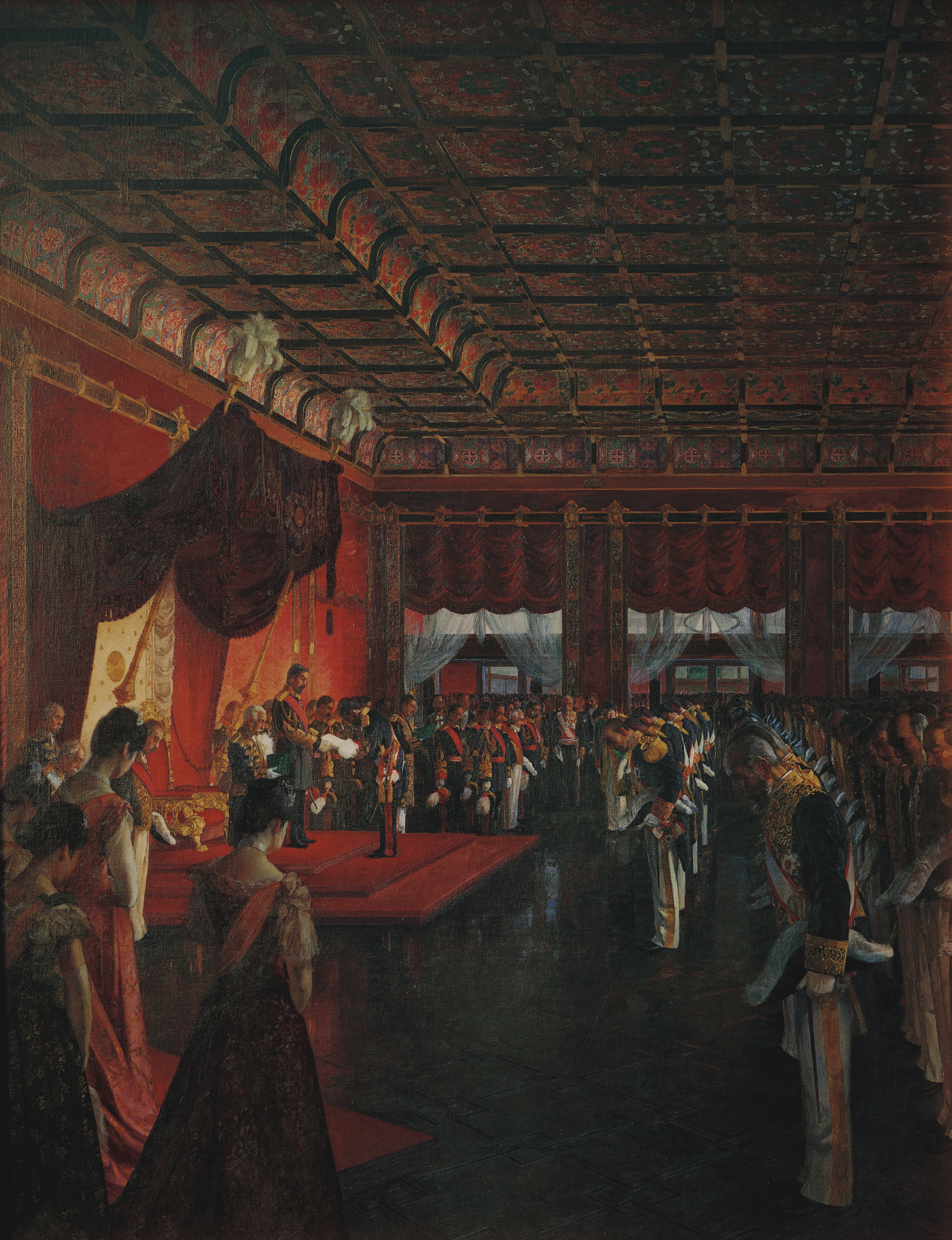
「憲法発布式」和田英作 筆

また、立法府に関しては木戸孝允らが明治初年から議会開設を唱えていたが、議会制度を発足させるためには、官制改革・民度・国民教育などが未成熟であり、時期尚早であったため、大久保利通を中心に「有司専制」と呼ばれる薩長藩閥による官僚を中心とした改革体制が維持された。1875年（明治8年）には大阪会議での合意と立憲政体の詔書により、立法機関として元老院が設置された。
のち、自由民権運動の高まりや、諸制度の整備による改革の成熟、不平等条約撤廃条件などもあり、明治14年（1881年）に明治天皇は「国会開設の詔」を出し、同時に議会制度の前提として伊藤博文らによる憲法制定の動きが本格化し、憲法審議のため枢密院が設置された。明治22年（1889年）に大日本帝国憲法が公布、翌年帝国議会が発足し、アジアでは初の本格的な立憲君主制・議会制国家が完成した。

#### 司法
- 1868年 - 政体書に基づき、太政官の下に刑法官が置かれた。
- 1869年 - 太政官制が発足し、同年、刑部省が設置された。
- 1871年 - 刑部省と弾正台が合併し、司法省となり、法治国家の基礎が整備された。
- 1875年 - 司法省裁判所に代わる大審院が新たに設置され、司法行政を行う司法省と司法権を行使する大審院が区分された。

### 地方行政

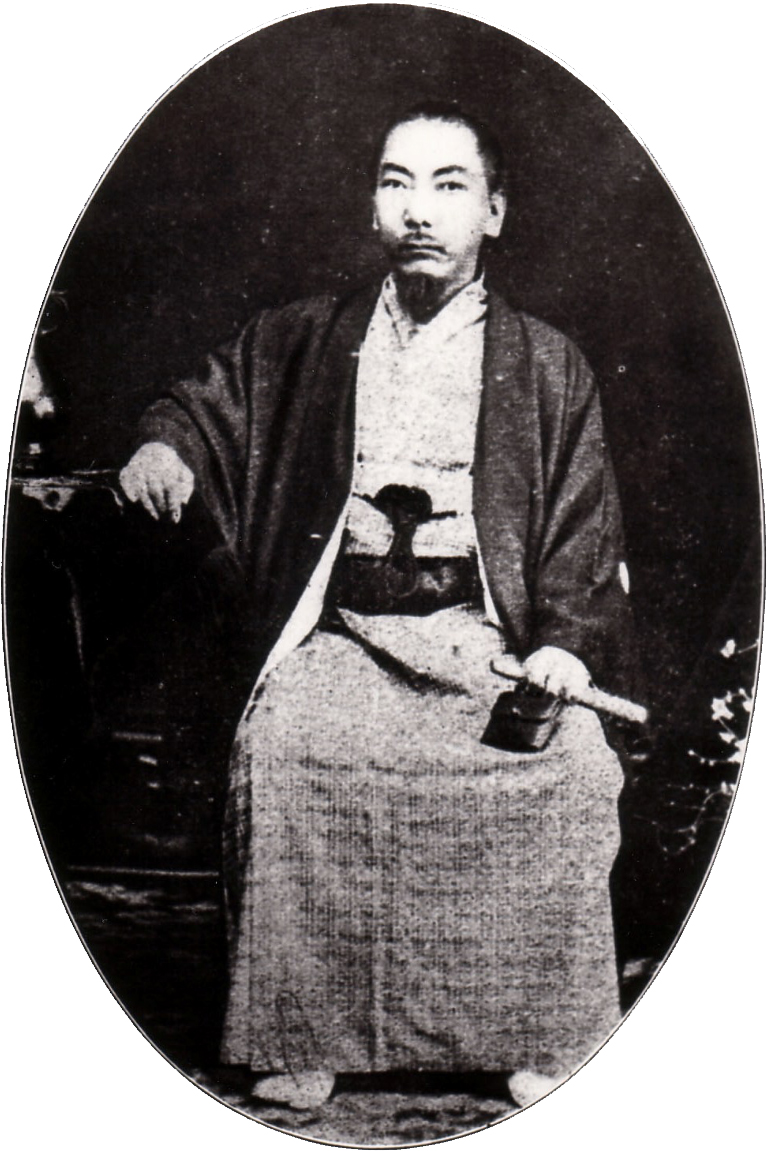
琉球王国最後の国王・尚泰王

明治新政府は、幕府から受け継いだ天領と「朝敵」となった諸藩からの没収地に行政官を派遣して直轄地とした。つまり、地方行政としては、徳川家を駿府藩に移封し、京都・長崎・函館を政府直轄の「府」とした以外は、原則として以前の藩体制が維持されていた。しかし、富国強兵を目的とする近代国家建設を推進するためには、中央集権化による政府の地方支配強化は是非とも必要なことであった。
まず、明治元年に姫路藩主酒井忠邦が版籍奉還の建白書を提出。続いて明治2年1月20日薩摩藩・長州藩・土佐藩・肥前藩（薩長土肥）の藩主らが、版籍奉還の上表文を新政府に提出した。これに各藩の藩主たちが続き、6月に返上申請が一段落迎えると、全藩に版籍奉還を命じた。この版籍奉還により旧藩主たちが自発的に版（土地）・籍（人民）を天皇に返上し、改めて知藩事に任命されることで、藩地と領主の分離が図られ、重要地や旧幕府直轄地に置かれた府・県とともに「府藩県体制」となる。
しかし、中央集権化を進め、改革を全国的に網羅する必要があることから、藩の存在は邪魔となり、また藩側でも財政の逼迫が続いたことから自発的に廃藩を申し出る藩が相次いだ。明治4年旧7月14日（1871年8月29日）に、倒幕の中心であった薩摩・長州藩出身の指導者である大久保利通と木戸孝允らにより廃藩置県が実施され、府県制度となり（当初は3府302県、直後に整理され3府72県）、中央政府から知事を派遣する制度が実施された。このとき、知藩事たちは東京への居住を義務付けられた。なお、令制国の地名を用いなかったために、都市名が府県名となった所も少なくない。
薩摩藩の島津久光が不満を述べた以外は目立った反撥はなく（すでに中央軍制が整い、個別の藩が対抗しにくくなっていたこと、藩財政が危機的状況に陥り、知藩事の手に負えなくなったこと、旧藩主が華族として身分・財産が保証されること、などが理由とされる）、国家の支配体制がこのように電撃的、かつ画期的に改変されたのは明治維新における奇蹟ともいえる。
なお、旧幕府時代、名目上は独立国でありながら実質上薩摩藩の支配下にあった琉球王国に関しては、廃藩置県の際に「琉球藩」が設置されて日本国家内に取り込まれることとなり、明治12年（1879年）に沖縄県として正式に県に編入された（この間の経緯は一般に琉球処分と称される。旧琉球国王の尚氏も旧藩主と同様、華族となった）。（→ 沖縄県の歴史）

## 近代国家の建設

### 岩倉使節団の影響

左から木戸孝允、山口尚芳、岩倉具視、伊藤博文、大久保利通

1871年12月23日から1873年9月13日にかけて、維新政府は不平等条約改正ならびに西洋の諸制度の研究をするため岩倉具視を正使、大久保利通・木戸孝允・伊藤博文らを副使とする岩倉使節団を欧米へ派遣した。使節団は条約改正には失敗するものの、西洋の諸制度の研究・吸収には成功し、この後の維新の動きに大きな影響を与えた。
一方、日本国内においては「留守政府」と呼ばれた日本残留組の西郷隆盛・井上馨・大隈重信・板垣退助・江藤新平・大木喬任らの手によって、次々と改革は進んでいった。このような改革には積極的に西洋文明の先進制度が取り入れられ、その過程で、「お雇い外国人」と呼ばれる外国人が、技術指導、教育分野、官制・軍制整備など様々な分野で雇用され、近代国家建設を助けた。

### 改革された諸制度
留守政府が行った主な改革としては、学制改革、地租改正、徴兵令、太陽暦の採用、司法制度の整備、断髪令などがある。ただし、これらの改革は急激に行われたため矛盾も少なくなく、士族や農民の不満を招いたため、後の征韓論につながったともいわれる。欧米使節から帰国した岩倉や大久保が明治六年政変によって征韓論を退け、さらに大久保の下に内務省が設立されたことで諸改革の整理が行われることになる。ただし留守政府の行った改革のほとんどは政変後も存続し、明治維新の根幹の政策となっていった。

#### 軍事
黒船来航以降、部分的に西洋式の軍事制度を導入していたが、あくまで正規軍人は武士階級であった。新政府は欧米列強に対等と見なされるためには市民からなる国民軍という近代的な軍事力が必要と考え、富国強兵を掲げた。
徴兵令を導入し、近代的な常備軍を最初に作ろうとしたのは大村益次郎であったが、彼が暗殺されてしまったため、山縣有朋に引き継がれた。明治3年、徴兵規則が作られ、翌年の明治4年に廃藩により兵部省が全国の軍事力を握ることとなり、明治5年には徴兵令が施行され、陸軍省と海軍省が設置される。幕末に西洋から招聘した軍事顧問による練兵を本格的に導入し、天皇を大元帥とし大日本帝国陸軍と大日本帝国海軍からなる日本軍が創設された。

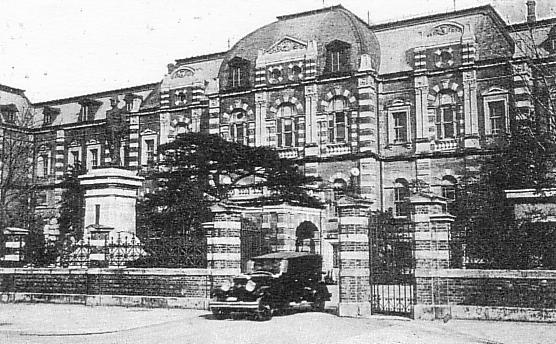
1930年代の海軍省

#### 身分制度

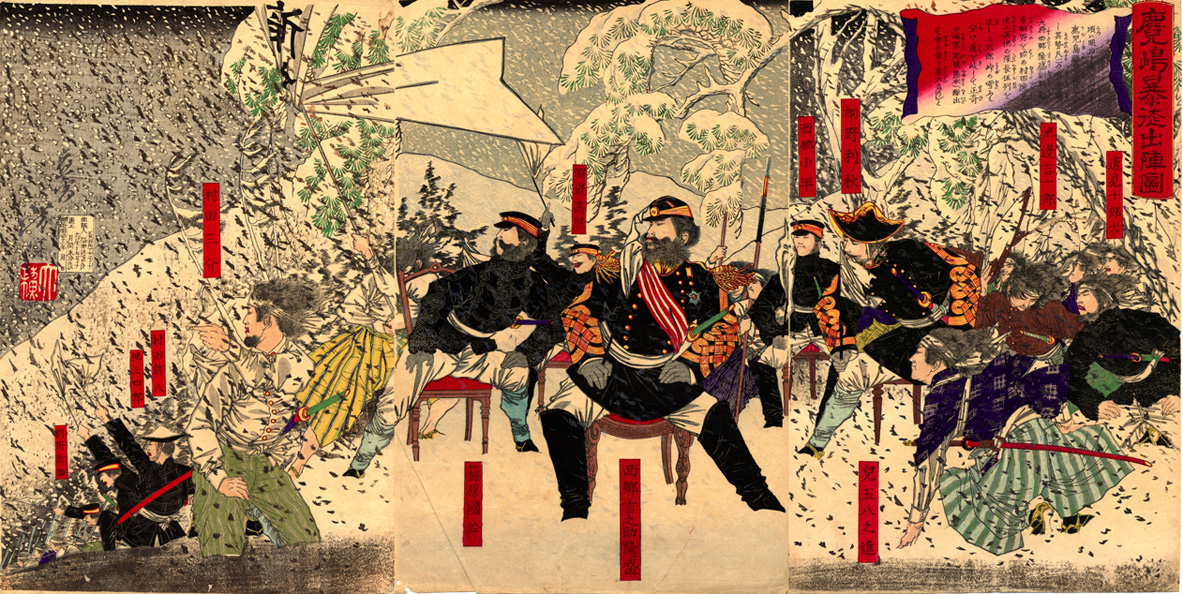
最大の士族反乱・西南戦争を描いた『鹿児島暴徒出陣図』 月岡芳年画

江戸幕府下の武士・百姓・町人（いわゆる士農工商）の別を廃止し、「四民平等」を謳ったが形式的なものに留まった。しかし、明治4年に制定された戸籍法に基づき翌年に編纂された壬申戸籍では、旧武士階級を士族、それ以外を平民とし、旧公家・大名や一部僧侶などを新たに華族として特権的階級とすると同時に、宮内省の支配の下に置くことになった。
徴兵のために戸籍制度の整備が必要となり、国民の区別として平民も苗字を名乗ることが出来る平民苗字許容令が1870年に布告されたが、長期間に渡り名乗りが許されていなかったことから使用を控える者も多かった。このため1875年には苗字を義務化した平民苗字必称令が布告された。
華族と士族には政府から家禄が与えられ、明治9年（1876年）の秩禄処分まで支給された。同年、廃刀令が出され、これにより士族の特権はなくなり、のちの不平士族の反乱（佐賀の乱、萩の乱、秋月の乱、神風連の乱）につながる。しかしこれらの反乱はいずれもほどなくして鎮圧され、1877年に維新の元勲の一人である西郷隆盛が率いた最大の士族反乱であった西南戦争が鎮圧されると、士族による反乱は後を絶った。

#### 経済産業

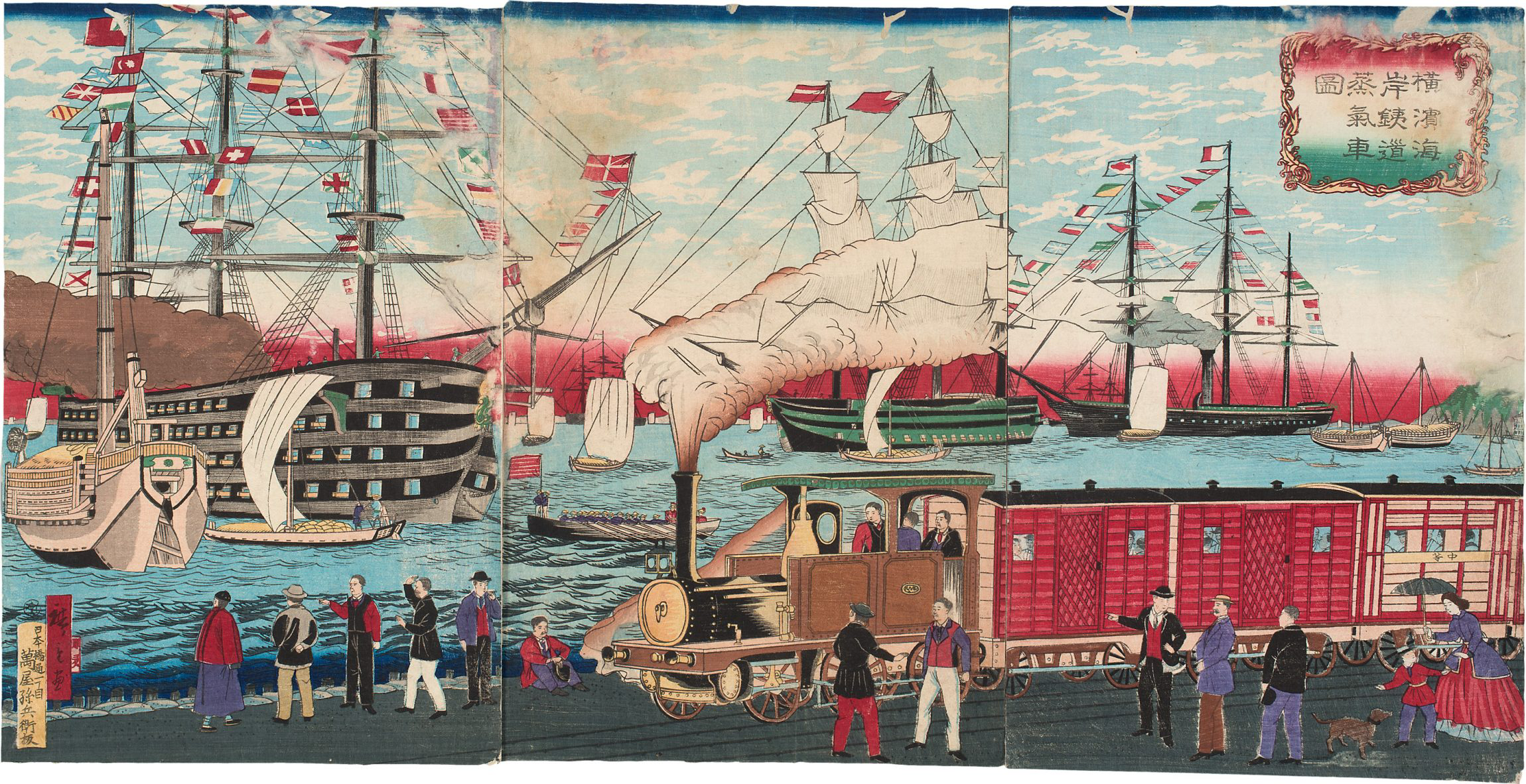
浮世絵に描かれた横浜の鉄道と船

維新を進めるに当たり、大きな問題となったのが税収の確保であった。それまでの年貢は収量を基本とする物納であり、また各藩領において税率の不均衡があったことから、土地を基本とする新たな税制が構想された。1871年には田畑永代売買禁止令が廃止されて土地の売買が可能となり、さらに1874年に地租改正条例が布告されることで土地は私有となり、土地所有者に地券が発行されることとなって、所有する土地に対し地租が課せられることとなった。これにより、土地の所有権が初めて法的に認められたことによって土地の売買や担保化が容易になり、私有財産権が完全に確立することで資本主義の発展の基礎条件が成立した。また経済を支えるインフラ整備も政府主導で行われた。
貿易分野では、1859年（安政6年）には横浜にすでに、イギリス帝国のジャーディン・マセソン商会支店の通称「英一番館」（ウィリアム・ケズウィック）が設置されており、1861年（万延2年）には長崎に、ジャーディン・マセソン商会代理店の「グラバー商会」が設立された。外国人居留地としては、1863年（文久3年）に横浜の山下居留地、1868年（明治元年）には神戸居留地と大阪の川口居留地、1869年（明治2年）には東京に築地居留地、1870年（明治3年）に長崎居留地が完成した。
富国強兵・殖産興業のスローガンの下、工部省（のちに内務省）やお雇い外国人が中心となり、政府主導の産業育成が始まる。1872年（明治5年）の富岡製糸場（ポール・ブリューナ協力）をはじめとする官営模範工場が作られるなど、西洋式工業技術が導入された。しかし西南戦争後の財政難のため、1880年には「官営工場払下概則」が制定され、造幣局や通信、軍事関係を除く官営工場や鉱山が民間に払い下げられていった。これによって民間の工業は大きく発展することとなり、1890年ごろから産業革命が進行し、工業化が進展していくこととなった。
金融分野では、旧幕府時代の貨幣制度を改めて、通貨単位として「円」導入を決定した。戊辰戦争が終わった1869年（明治2年）にオリエンタル・バンクと貨幣鋳造条約を締結したが、ほどなくプロイセン帝国と連合した北ドイツ連邦のドンドルフ・ナウマン社に乗り換えた。1871年（明治4年）の新貨条例に基づき、 1872年（明治5年）にはドイツで印刷された明治通宝の流通が開始。また1874年（明治7年）の国立銀行条例により、国立銀行（ナショナルバンク）が設立。1874年（明治7年）にはドンドルフ・ナウマン社から紙幣原版を買い取り、紙幣を国産化。1878年（明治11年）5月には東京証券取引所の前身である東京株式取引所が、6月に大阪取引所の前身である大阪株式取引所が設立され、1880年（明治13年）には海外送金を受け持つ横浜正金銀行も設立。その後、通貨発行権を独占する中央銀行としての日本銀行設立（明治15年、1882年）など、資本主義的金融制度の整備も行われた。
国土分野では、旧幕府時代にすでに横浜製鉄所、横須賀製鉄所、長崎鎔鉄所が造営されており、これを引き継いだ新政府の工部省は1871年（明治4年）、これらを横浜造船所、横須賀造船所、長崎造船局と改称して造船を開始し、また、前島密により郵便制度が創設された。1872年（明治5年）には新橋駅から横浜駅間において蒸気機関車による日本初の鉄道が開通し、また、皇居の前には東京で初めての西洋料理店でありホテルの築地精養軒が開業した。電信網の整備や船舶運輸（民間の郵便汽船三菱会社と国策会社の共同運輸会社の競合を経て日本郵船会社）などの整備も行われた。これらの資本活動には、職を失った代わりに秩禄を得た華族の資産による投資活動も背景にあった。1886年（明治19年）には払い下げの官営製鉄所を経営していた岩手県の釜石鉱山田中製鉄所が、日本で最初に高炉による製鉄を軌道に乗せた。水道は依然として上水井戸の水が飲料水・生活用水として使用されていたが、明治21（1888）年、政府は水道局の創設に向け具体的な調査設計を開始し、東京は1898（明治31年）年に神田・日本橋方面の通水が開始し、1911年（明治44年）には全面的に完成。
エネルギー分野では、ガス事業の初めとしては1869年（明治2年）に、お雇い外国人の技術者であるアンリ・プレグランが横浜瓦斯構想を作った。横浜のガス灯についてはドイツやイギリスの事業者からも出願があったが、高島嘉右衛門が建設を許可された。また1871年（明治4年）には大阪府大阪市で機械燃料のガスを使用して工場や街路のガス灯が点灯された。1872年（明治5年）横浜で横浜瓦斯（プレグラン協力）が設立され、東京電燈の前身会社が、馬車道のガス灯を十数基点灯させるデモンストレーションを行った。横浜には1884年（明治17年）、米国スタンダード・オイルの支社も設立。1885年（明治18年）は東京瓦斯も設立。1887年（明治20年）、東京電燈第二電灯局が完成し、日本初の商用火力発電所（出力25kW）となり、家庭配電（210V直流）が開始。同年、日本初の石炭火力発電所も、東京茅場町に建設。1888年（明治21年）には宮城県に水力発電所として初めて三居沢発電所が設立。

#### 年金制度
木戸孝允とアメリカ人金融顧問パウル・マイエットは、年間400万石（約720万ヘクタール分）の米にあたる資金を40万人の官吏や華族の恩給とする計画を推進し、最終的に7500万円分（現1.5兆円分）の償還可能な国債が発行され分配された。
1875年に海軍退隠令、1876年に陸軍恩給令が発布され、その後も官吏の種別ごとに恩給の規定が出来たが、官吏の処遇を巡っては暴動が発生したこともあった。

#### 思想
幕末から活発になっていた佐久間象山などの「倫理を中核とする実学」から「物理を中核とする実学」への転回が行われ、横井小楠の実学から物理を中核とする福澤諭吉の文明論への転回といった思想史の転換が行われた。これに民間の知識人やジャーナリズムが連動し、文明開化の動きが加速する。
明治新政府は国民生活と思想の近代化も進め、具体的には、福澤諭吉・森有礼・西周・西村茂樹・加藤弘之らによる明六社の結成と『明六雑誌』、福沢諭吉の『学問のすゝめ』や中村正直の『西国立志編』『自由之理』が刊行され、啓蒙活動が活発になった。また土佐藩の自由民権運動の動きと連動して中江兆民や植木枝盛、馬場辰猪といった革新的な勢力と、佐々木高行、元田永孚、井上毅、品川弥二郎といった官吏の保守的な勢力との対立が鮮明になってきた。
教育機関の整備では、初めは大学寮をモデルにした「学舎制」案を玉松操・平田鐵胤・矢野玄道・渡辺重石丸らの神道学者に命じて起草させたが、大久保利通や木戸孝允の意向の下、明治中期からは方針を変えて近代的な教育機関の整備が行われるようになり、幕末以来の蘭学塾や漢学塾、それに幕府自身が造った洋学教育機関である開成所や蕃書調所が直接の誘因となって、明治期の高等教育が出発した。
維新まで松前藩による支配下にあり開発の進んでいなかった北海道の開発にも明治政府は着手し、1869年にはそれまでの蝦夷地から北海道と改名し、同年開拓使が置かれて、積極的な開発が進められた。札幌農学校（現：北海道大学）などの教育機関も相次いで設置された。
それまで江戸幕府や寺社が徹底していた女人禁制を、「近代国家にとって論外の差別（陋習）の一つである」として太政官布告第98号「神社仏閣女人結界ノ場所ヲ廃シ登山参詣随意トス」によりで禁止した。関所の廃止と合わせ、外国人女性でも自由に旅行できるようになったことから、各地に伝わる日本古来の神事が多数記録されることとなった。

#### 宗教

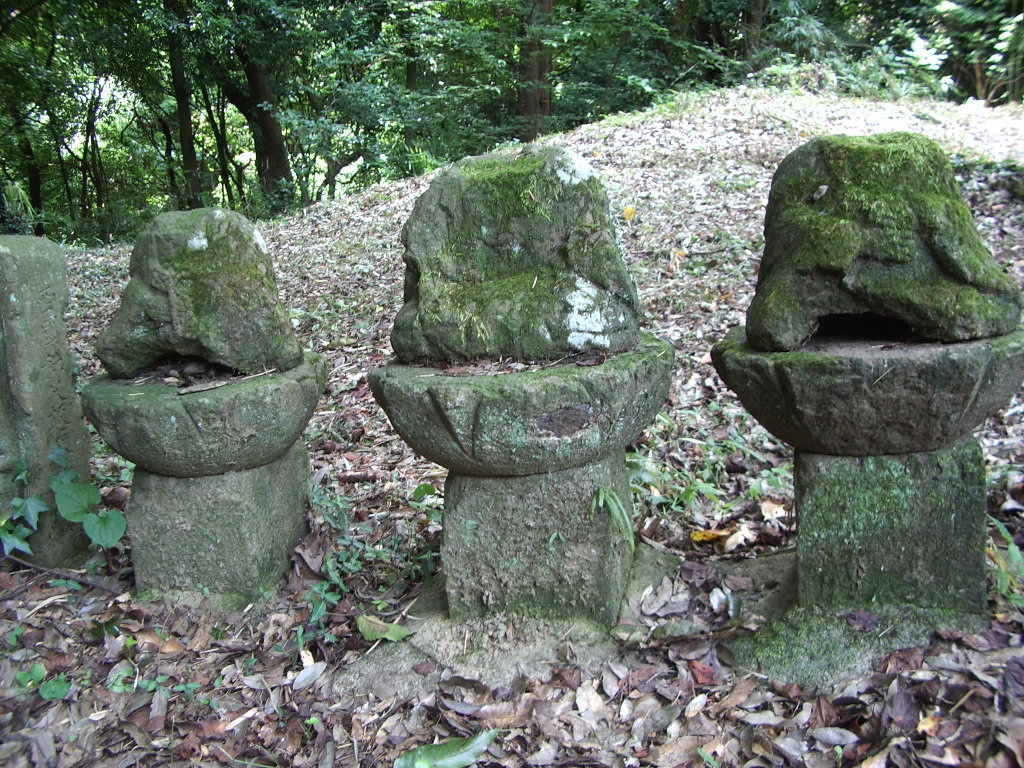
廃仏毀釈により破壊された石仏。川崎市麻生区黒川。

宗教的には祭政一致の古代に復す改革であったが、宗教界の思惑や民衆の反発、キリスト教圏である欧米からの外圧、新政府内部での保守派と改革派の対立により、紆余曲折があった。
慶応3年1月9日（1867年2月13日）に行われた明治天皇の即位の礼では、岩倉具視がそれまでの唐風儀式の撤廃と古式復興を命じた。これにより唐風の礼服などが全廃され、平安時代以降は礼服に次ぐ正装であった束帯が使用されるなど神事性が強調された。また天皇の権威を世界に知らしめる新時代の象徴として、式典において地球儀を用いるなど新たな試みもあった。
慶応3年（1867年）旧暦正月17日に制定された職制には神祇を七科の筆頭に置き、3月（旧暦）には神仏習合を廃する神仏分離令が布かれた。そして当時の復古的機運や特権的階級であった寺院から搾取を受けていると感じていた民衆によって、仏教も外来の宗教として激しく排斥する廃仏毀釈へと向かった。数百年間続いていた永平寺と總持寺の曹洞宗内紛に関しては明治元年（1868年）6月に新政府が沙汰書を発給して調停を成立させるなど、仏教界の問題についても干渉を行った。
慶応4年4月21日、勅命により湊川神社に楠木正成を祀ったのをはじめとして、それまでは賊軍とされ、顧みられることが少なかった新田義貞、菊池武時、名和長年、北畠親房、北畠顕家ら南朝の忠臣を次々と祀っていった。また、明治元年閏4月には 明治天皇により、大阪裁判所（大阪府の前身）に豊臣秀吉を祀る「豊國神社」建立の御沙汰があり、1880年（明治13年）11月 には再建された京都・豊国神社の大阪別社が創建されるなど、江戸時代中に徳川政権によって公には逆賊とされていた豊臣家の再評価もなされるようになった。
陰陽道は迷信とみなされ、天社禁止令により陰陽師の免許が禁止された。また陰陽師を統制するために存在した陰陽寮も廃止され、天体観測や暦の編纂など一部の業務は新設された省庁に移管された。
キリスト教は、新政府によって引き続き厳禁された。キリスト教の指導者の総数140人は、萩（66人）、津和野（28人）、福山（20人）に分けて強制的に移住させた。明治2年（1869年）12月7日には、キリスト教信者約3,000人を、金沢以下10藩に分散移住させたが、明治4年（1871年）旧11月、岩倉具視特命全権大使一行が欧米各国を歴訪した折、耶蘇教禁止令、殊に浦上四番崩れをはじめとする弾圧が、当時のアメリカ大統領ユリシーズ・S・グラント、イギリス女王ヴィクトリア、デンマーク王クリスチャン9世ら欧州各国から激しい非難を浴び、条約改正の交渉上障碍になるとの報告により、明治5年（1872年）に大蔵大輔の職にあった井上馨は、長崎府庁在任時に関わったことから、明治5年正月に教徒赦免の建議をした。神道国教化政策との絡みや、キリスト教を解禁しても直ちに欧米が条約改正には応じないとする懐疑的な姿勢から来る、政府内の保守派の反対のみばかりでなく、主にキリシタン弾圧を利用して、神道との関係を改善させる思惑があった仏教をはじめとした宗教界や一般民衆からも「邪宗門」解禁に反対する声が強く紛糾したものの、明治6年（1873年）2月24日禁制の高札を除去し、その旨を各国に通告した。各藩に移住させられた教徒は帰村させ、ようやく終結した。

#### 法律
国際社会に先進国として認められるには法の支配を実現する必要があるため、初代司法卿江藤新平が推進した司法制度整備により、いち早く、1872年に証書人、代書人、代言人が創設された。明治初期の日本は、不平等条約撤廃という外交上の目的もあり、民法、刑法、商法などの基本法典を整備し、近代国家としての体裁を整えることが急務であったことから、法学研究目的での海外留学を積極的に推し進めたほか、いわゆるお雇い外国人としてフランスの法学者ギュスターヴ・エミール・ボアソナードを起用するなどし、フランス法およびドイツ法を基礎に、日本特有の慣習や国情にも配慮した独自の法典の整備を進めた。刑法は1880年（明治13年）に制定、2年後に施行され、民法は1896年（明治29年）に制定、1898年（明治31年）に施行された。日本は、アジアで初めて近代法の整備に成功した国となり、不平等条約の撤廃も実現したが、近年グローバル化の進展の中で、アジア各国が日本に法整備支援を求めていることには、このような歴史的背景があるともいわれている。

#### 文化

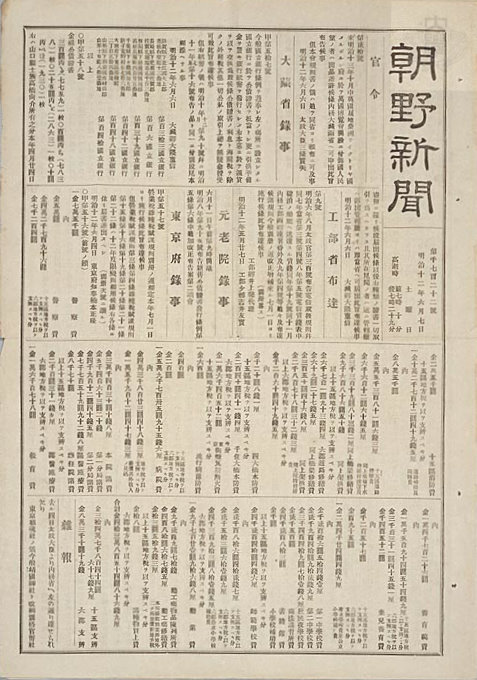
1879年6月7日の紙面（朝野新聞）

新時代「明治」の雰囲気が醸成されたことで、人力車や馬車、鉄道の開通、シルクハット・燕尾服・革靴・こうもり傘などの洋装やザンギリ頭、パン・牛乳・牛鍋・ビールなど洋食の流行、ガス灯の設置や煉瓦造りの西洋建築などが普及していった。西洋文明を積極的に取り入れようとする動きは「文明開化」と呼ばれ大きなムーブメントになった。逆に日本古来の風俗の一部は海外に奇異に見られるとして衰退させられたものもある。開国後に大量に入ってきた舶来品や概念を取り入れるため、多くの和製漢語が作られた。
自由民権運動が次第に活発となり、徳富蘇峰が平民主義と欧化主義を唱え、民友社を設立し、『国民之友』を創刊し、それに対して三宅雪嶺は国粋保存主義を唱えて政教社を設立し『日本人』を発刊、志賀重昂らが参加した。陸羯南は日刊新聞『日本』で国民主義を唱え、近代俳句の祖である正岡子規らが記者を務めた。
この『日本』のような新聞が、徐々に様々な人々によって発刊されていくことになる。民間新聞の始めは幕末に創刊された浜田彦蔵の『海外新聞』であり、沼間守一の『横浜毎日新聞』、福地源一郎の『東京日日新聞』、栗本鋤雲の『郵便報知新聞』、末広重恭の『朝野新聞』などが続く。
囲碁や将棋の棋士は明治維新により家元制度が崩壊し家禄を得られなくなったが、新たに登場した新聞社をスポンサーとして専業制度の維持に成功した。
外国人は江戸時代末期から引き続き外国人居留地に留められたが、これらは日本に対する西洋文明の発信拠点となった。

#### 教育

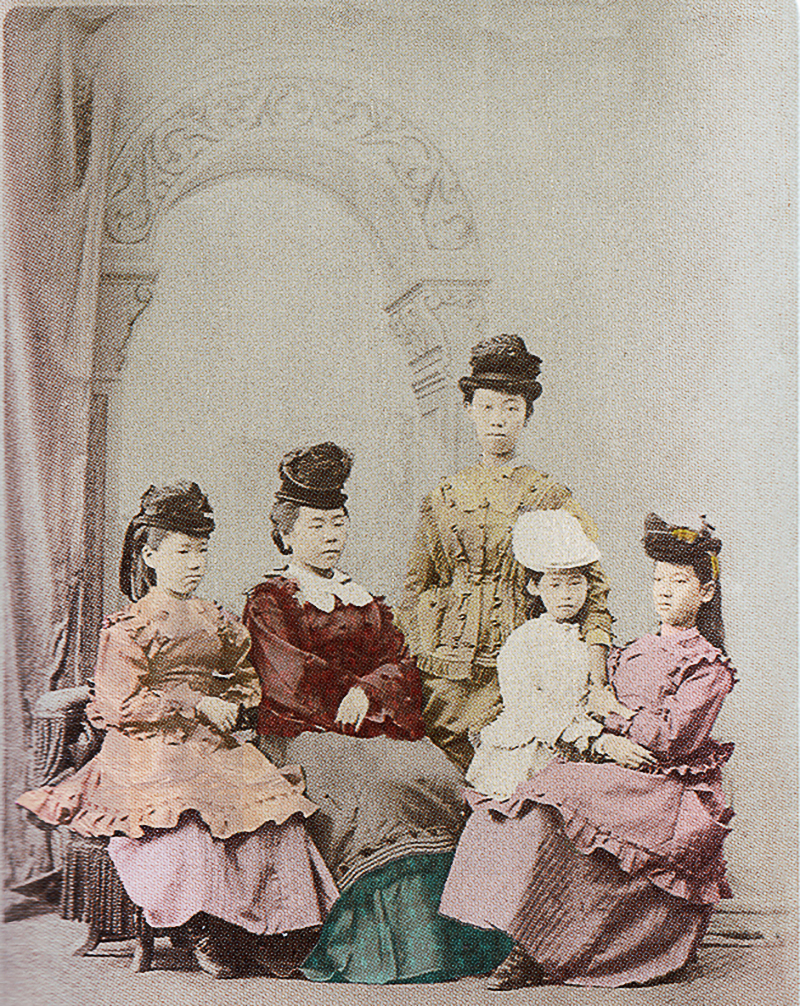
岩倉使節団の米国留学女学生。左から、永井しげ (10)、上田てい (16)、吉益りょう (16)、津田梅子 (9)、山川捨松 (12)。明治4年。姓名はいずれも当時のもの、数字はかぞえ歳

江戸時代後期の日本の識字率も西欧より高かったが、明治政府はさらに教育政策の充実を図った。それまでは各藩ごとに独自の教育制度（藩校など）があったが地域差が大きかった。また寺子屋の数も不十分であり、庶民層が受けられる教育も異なっていたなど身分でも教育の偏りが一部存在していた。
明治政府では欧米諸国にならい印章を廃して署名の制度を導入しようと試みたが、事務の繁雑さの他にも当時の識字率の低さを理由に反対意見が相次ぎ断念している。なお1899年時点でも20歳男子の識字率は76.6%という調査結果であった。
明治政府は日本を強国にするためには、西洋と同じく一般国民に対し全国一律の基礎教育を施す制度が必要との認識に立ち、義務教育が開始され、高等学校など中等教育も始まった。また欧米列強に比類する産業育成のためには高等教育や研究開発が必要となるため、帝国大学や試験施設（三田育種場など）が整備された。
1872年（明治5年）に学制が公布され、1886年（明治19年）には小学校令や帝国大学令が発布された結果、全国に尋常小学校や高等小学校、大学が設立され、徐々に一般民衆も高度な教育を受けられる環境が整った。
明治になると女子教育の必要性も叫ばれるようになった。特に海外渡航の経験があって、欧米の女子教育を目の当たりにした渋沢栄一や伊藤博文たちは、その必要性を痛感しており、彼らによって女子教育奨励会が設立された。同じく女子教育に理解のあった黒田清隆は、欧米に10年単位の長期間、留学生を海外に派遣する岩倉使節団に、女子留学生も加えさせた。この時の留学生、永井しげ、津田梅子（後に津田塾大学の関係者となる）、大山捨松は、日本の女子教育に大きな功績を残すこととなる。
1874年（明治7年）に女子師範学校が設立された。女子への教育は、老若男女を問わず、学問に対する批評が根強かったため、男子への教育に比べるとその歩みは遅々としていた。しかし、徐々に女性への教育の必要性は広く浸透していき、女子も教育を受けられるようになっていった。
1906年から1911年までに市町村の予算の43パーセントが教育に費やされた。このような教育行政の強化により、1925年には20歳の非識字率は0.9%まで減少し、帝国大学からは一般庶民出身の官僚や学者が輩出された。

#### 外交政策

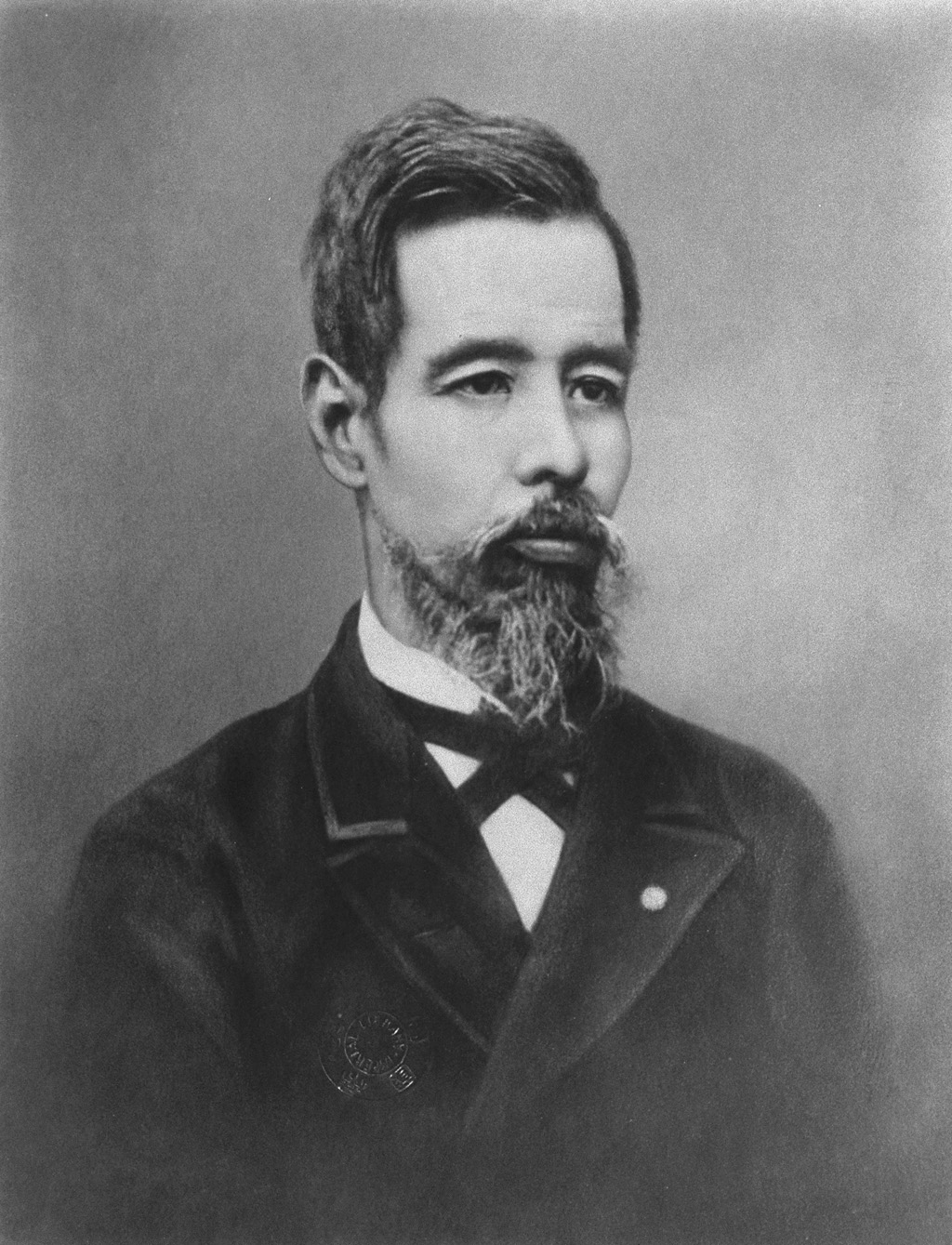
第8代外務大臣陸奥宗光

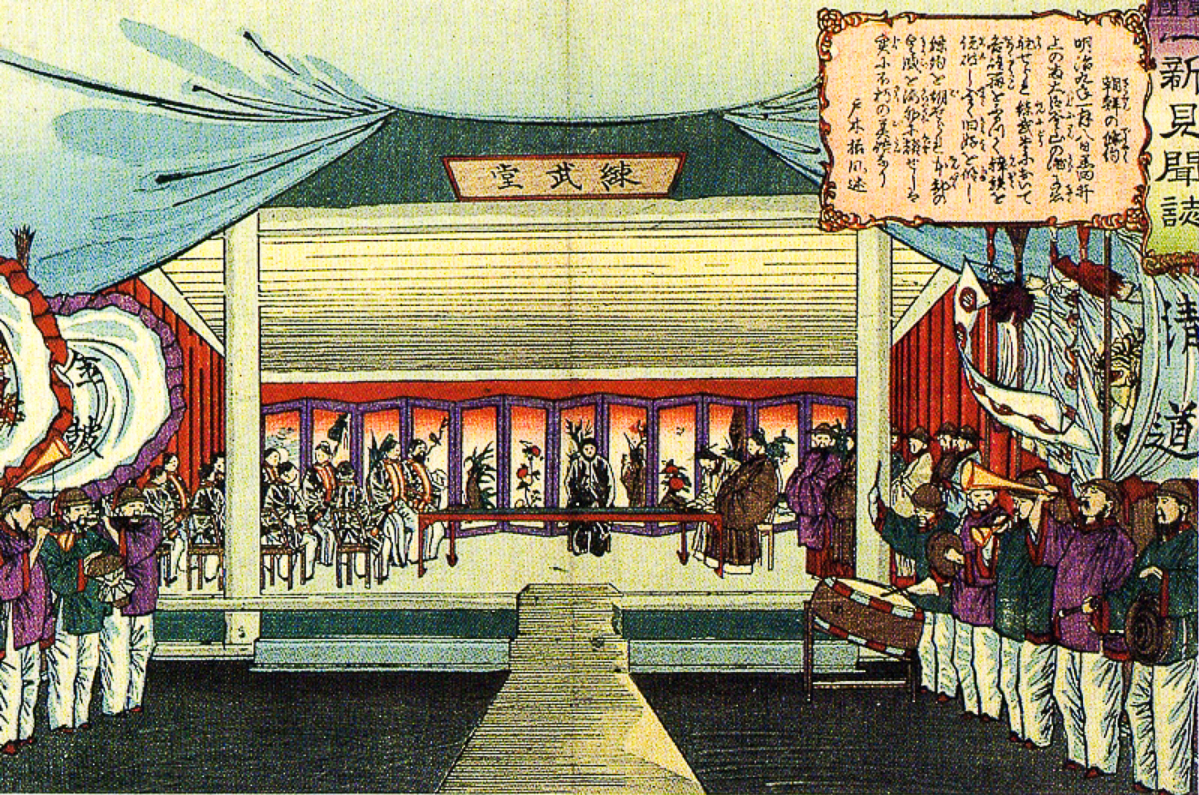
日朝修好条規締結の情景・写真

新政府にとっての最大の目標は欧米列強に追いつくことであり、そのためにも旧幕府時代に締結された不平等条約の改正が急務とされた。上記の岩倉使節団は西欧諸制度の調査も目的であったが、条約改正のための下準備という面もあり、実際交渉も準備されたが、日本を近代国家と見なしていない欧米諸国からは相手にされず、時期尚早であった。そのため、鹿鳴館に代表される欧化政策や近代的な常備軍の創設など西洋と対等であるとアピールする政策が行われたが、条約改正自体は半世紀に及ぶ不断の努力を必要とした（→条約改正）。
一方、不平等条約の失敗を鑑とした新政府は、アジア諸国に対しては、平等以上の立場を確保することを旨とした。清との間には明治4年（1871年）、対等条約である日清修好条規が締結される。明治7年（1874年）には台湾における宮古島民殺害事件をきっかけに台湾出兵が行われ、両国の間で台湾・沖縄の帰属が決定されることになった。
李氏朝鮮との間では国書受け入れを巡って紛争が起こり、明治6年（1873年）には政府を二分する論争（いわゆる征韓論）となったが、明治8年（1875年）に起きた江華島事件を契機として日朝修好条規（江華島条約）を締結し、朝鮮を自主国として認め、開国させるに至る。
琉球に対しては明治5年（1872年）に琉球藩を設置し、明治12年（1879年）には琉球処分が行われる。
また、ロシア帝国との間では明治8年（1875年）に千島樺太交換条約が締結され、それまで日露雑居地とされた樺太および千島列島における日露国境が確定した。

## 維新修史事業
維新史で最初期のものは、越前松平家によるものとされる。福井藩の中根雪江は1859年、幕府によって処罰された主君の冤を雪ぐため、黒船以降の越前家の幕末史を書き始め、さらに越前家は1890-1892年に続編を編集した（『昨夢紀事』『再夢紀事  丁卯日記』）。越前松平家は公議派であり、明治政府が正統視した王政復古史観とは異なる史料として重視される。
徳川幕府外国方も1859年（安政6年）と1860年（万延元年）の外交記録『通信全覧』（320巻）があり、明治政府の外務省が引き継ぎ『続通信全覧』（1,784巻）を編纂した。
明治政府は戊辰戦争史『復古記』（1872-1889年）を編纂したが、功名争いを避けたためか、強い積極的な解釈は持ち込まれなかった。
1888年、薩摩・長州・土佐・水戸の4大名家が「国事詇掌録」編纂開始、翌年、公家の三条・岩倉・中山3家と「史談会」が結成され、旧将軍家・会津家・桑名家、尾張徳川家・浅野家、琉球尚家を含む255家に史料の提出を命じた。近世の政体が二百数十の大名家の連合体であり、明治の改革も大名家の協力なしには不可能であったことなどから、大名家と公家による維新史は薩長中心でなく、史料の収集と羅列に落ち着いた。史談会の事業は文部省に引き継がれ、1911年維新史料編纂会が設置され、1931年に『大日本維新史料稿本』が一応完成し、維新政治史の到達点として維新史料編纂事務局『維新史』全6巻（本編5、付録1、1939-1941年）が編纂された。
ほか、宮内庁図書寮編『三条実美公年譜』（1901年）、多田好問編『岩倉公実記』（1903年）、勝田孫也『大久保利通伝』（1910年）、妻木忠太『松菊木戸公伝』（1922年）、会津松平家に関わる北原雅長『七年史』（1904年）、山川浩『京都守護職始末』（1911年）、中村勝麻呂『井伊大老と開港』（1909年）、渋沢栄一『徳川慶喜公伝』（全8巻、大正7年〈1918年〉）、末松謙澄『防長回天史』全12巻（修訂版、1921年）が編纂刊行された。

## 明治時代における評価
維新政府はみずからの正当性として「王政復古」論を主張し、『大政紀要』（宮内省系）や『復古記』（太政官系）という形で公表した。
これに対して、戊辰戦争のさなかの1868年8月に出された小洲処士の《復古論》は、維新の変革は草莽(民間)から起ったとする「草莽復古」を論じた。
明六社の明治啓蒙思想家は維新の開明性・進歩性を強調した。
福沢諭吉は『文明論之概略』（明治8年、1875年）において、幕末から明治の改革を「王政一新」と呼び、尊王や攘夷が幕藩体制を倒したという俗論を批判し、江戸幕府下における「門閥」を基盤とした「専制の暴政」に対する人々の不満が内実にあったからこそ、単に政権が交替するだけではなく、武士身分の解体としての廃藩置県まで到達したとして、人々の智徳（知識と道徳）の進歩によって歴史が動いたと評した。
旧幕臣出身の在野史家田口卯吉は22歳で『日本開化小史』（明治10-15年）を自費出版し、勤王史観から離れて維新を評価した。
イタリアでジュゼッペ・ガリバルディ軍のスラヴ義勇軍副官として転戦したり、バクーニンの支援者でもあったロシア人革命家レフ・メーチニコフは、パリ・コミューン敗北後のパリで日本に革命が起こったという報に接し、在仏していた大山巌の紹介で1874年に日本に赴任したあと1881（明治14）年に執筆した著書で明治維新を「歴史上我々が知りうる最も完全かつラジカルな革命」と評価した。しかし、列強の偽善的政策と国内の支配者集団の権勢欲のために道は険しいと警鐘を鳴らした。
藤田茂吉『文明東漸史』（1884年）は、蛮社の獄を詳述し、1887年には島田三郎の井伊直弼伝『開国始末』が刊行された。
小中村義象は『大政三遷史』明治21年（1888年）で、大化改新、建武の新政、明治維新を大政三遷とする。
勝海舟の『海軍歴史』『陸軍歴史』（1889年）を、野口勝一が『維新史料』（1887-1896年）を刊行。明治20年代初頭に維新史ブームが生まれた。
徳富蘇峰の民友社では、竹越与三郎が『新日本史』（明治24-25年）を刊行し、明治維新の原因を勤王論による政治運動と説く歴史観や、外国の圧力を維新の原因とみる歴史観を批判し、徳川時代に芽生えていた社会全体の潮流、社会的革命があったからこそ、「代朝革命」が起こったと論じた。竹越は明治維新を、イギリスのような「復古的革命」、フランスやアメリカのような「理想的革命」とも異なる「乱世的革命（アナルキカル・レボリューション）」と位置づけながら、新政府について「維新の大目的を失忘して、邪径に走らんとす」と批判した。
徳富蘇峰も自ら『吉田松陰』（1893年）を、さらに『近世日本国民史』で明治維新を論じた。蘇峰は、旧幕の外国方で働いた福地源一郎に『幕府衰亡論』（1892年）、『幕末政治家』（1898年）を依頼した。
日本を社会民主主義の国とすることを夢見ていた若いころの北一輝は、明治39年（1906年）の『国体論及び純正社会主義』で、ヨーロッパの革命が新社会の理想を描いた計画的革命であったのに対して、「維新革命の民主主義」は「無計画の暴発」であり、「維新革命は戊辰戦役において貴族主義に対する破壊を為したるのみ」と批判し、維新後に民主主義の建設を行ったのは自由民権運動の23年間の運動であると論じた。また、北は竹越與三郎から影響を受けており、特に竹越の『二千五百年史』（1896年）における大化の改新を範型とした維新観に深い影響を受けた。竹越は、大化の改新を「空前絶後の国体変革」として、それ以前の社会は天皇の一族が、中臣氏、忌部氏、物部氏、大伴氏、蘇我氏などの諸族を統治する族長であり、直接民を統治していたわけではなく、「国家」や「国民」はなく、「天皇は国家の君主にあらずして、諸族の長たるに過ぎず」という状態であった。大化の改新によって、貴族豪族の私民私領が廃され、奴隷、公民、土地すべてが国家に属すると定められ、族長の集議所は政府となり、族長政体を官制組織となり、天皇は人民を統治する君主となったとし、「神武以来一千三百年、日本の国民初めて成り、王制初めて生じ、国家初めて現出したるなり」と論じた。北は、「維新革命は大化の王制に復古したるものにあらず。大化の革命に於て理想たりし儒教の公民国家が一千三百年の長き進化の後に於て漸くに実現せられたるものなり」と評した。しかし、天智天皇の死とともに公民国家の理想は去り、家長国となったと批判した。北は君主主権でなく、国家主権の国家を理想とした。北はその後、中国の辛亥革命に身を投じ、『日本改造法案大綱』（大正12〈1923〉年）を書いて昭和維新に大きな影響を与えた。
ジャーナリストの石橋湛山は、明治時代を帝国主義的発展の時代と見られがちだが、日清日露等の戦争はやむを得ず行ったもので、明治の最大の事業は戦争でも植民地の発展でもなく、政治、法律、社会の制度と思想においてデモクラチック（民主主義的）の改革を行なったことにあると論じた。

## 第二維新
自由民権運動は、五箇条の誓文の一ヵ条を論拠にして国会開設を主張し、維新は「自由」への一歩であり、その精神を引き継いだ民権陣営こそが「維新革命」の正統な後継者であり、民権運動は「第二の維新」だと主唱し、これは民友社の平民主義にも受け継がれた。
民友社の人見一太郎が『第二之維新』（明治26年、1893年）で明治藩閥政府を批判した。人見は「公議輿論」を「維新の大精神」とみなし、明治2年の版籍奉還のころ、公議所から集議院へ切り代わるころには「維新の大精神」が尊重されなくなり、立憲君主制が誕生していったものの、維新の理念が失われていったと明治政府を批判した。
大正デモクラシーでも護憲運動を背景に、「第二の維新」としての「大正維新」が唱導された。医者の加治時次郎は『第二維新』（大正15年、生活社）という書籍を刊行した。
軍部・右翼らが唱えた昭和維新では、君臣の本義、忠孝の道によって、絶対化された天皇への回帰に維新の原理はあるとする皇国史観による維新論が起こった。やがてこれは「東亜の維新」でもあるとされた。他方、政治思想史研究者橋川文三や、思想史家の渡辺京二は、西郷隆盛らの反乱を「第二維新革命」の遂行と挫折であったと位置づけ、昭和維新の首唱者である北一輝を挫折した維新革命の継承者であるとみなした。
昭和初期には、大衆小説や古老の体験談・回顧談などの「明治維新物」ブームもおこった。

## 昭和維新
1920-30年代には、政党や財閥を批判して天皇親政を主張する国家革新運動「昭和維新（皇道維新）」が起こった。昭和維新の主張者は、明治維新の継承を唱えた。たとえば、1928年（昭和3年）の海軍青年将校藤井斉らの王師会綱領に「明治維新ヲ完成シ」とみえ、五・一五事件（1932年）の檄文にも「維新日本ヲ建設セヨ」と書かれた。1936年には二・二六事件が起こった。

## 評価と研究

### 初期

#### 実証主義の興り
維新の政治史は、藤井甚太郎、井野辺茂雄らによって実証研究が進展し、維新史料編纂会の『維新史』 （全5巻）などで集大成が図られたほか、維新の社会経済史は1920年代より、幸田成友、本庄栄治郎、土屋喬雄らが実証研究をなした。

#### 日本資本主義論争
昭和初期の代表的な維新論として、マルクス主義者によるものがある。野呂栄太郎は「日本資本主義発達史」(1927年)で明治維新を「ブルジョワ革命としての明治革命」とし、「資本家と資本家的地主とを支配者たる地位に即かしむるための強力的社会変革」と規定したが、コミンテルンの「日本問題に関する決議」により野呂はこの説を放棄した。しかし、その後山田盛太郎、野呂栄太郎、服部之総、羽仁五郎らは『日本資本主義発達史講座』（1932-1933年、岩波書店）をまとめた。これに対して、労農派が批判し、同講座の執筆陣が講座派とされて、日本資本主義論争(1933年-1937年)が起こった。
日本共産党の活動方針を巡って講座派と労農派はそれぞれ二段階革命論、一段階革命論を唱えた。労農派は明治維新により日本は資本主義段階に突入したと考え、マルクス主義の唯物史観の公式通りただちに社会主義革命を目指すべきだと主張したのに対して、講座派は明治維新は不完全な民主主義革命であり、日本は未だ半封建的な段階にあるとし、まずブルジョワ民主主義革命を目指し、その先に社会主義革命はあるという二段階革命論を主張した。1934年に特別高等警察による野呂栄太郎が拷問死し、さらに1936年にコム・アカデミー事件での講座派一斉検挙により壊滅した。1937年人民戦線事件で労農派も一斉検挙された。
終戦後講座派は復活し、羽仁五郎は『明治維新』（岩波新書）、『明治維新之研究』（岩波書店）を刊行した。

#### マルクス主義歴史学全盛期
羽仁と親しくしていたカナダ外交官・日本史学者（戦時中は太平洋問題調査会研究員)のハーバート・ノーマンは、講座派の影響を受けており、『日本における近代国家の成立』(1940、邦訳1947年)で、明治維新の主体は下級武士とブルジョワ的豪農の同盟であったが、維新後、武士は豪農を裏切り、工業化のために課税を強化したとした。ノーマンによれば、明治維新は農民を犠牲にして資本の蓄積と集中が遂行された「上からの変革」であり、これは「絶対主義国家の力」によるもので、新政府の「武断官僚」は専制権力を手際良く利用したと説明した。ノーマンは、徳川幕府が封建制の廃止や政治改革を実現できなかったのに対して、明治政府は、工業、法典、教育などの分野で近代化を成し遂げたが、そうした近代化と、その政府が権威主義体制であったことととは矛盾するわけではないという。ノーマンは1953年の序文で、「明治政府をむき出しの絶対主義と規定することはたしかに過度の単純化であり、あるいは歪曲である」が、明治政府は廷臣、官僚、軍人、特権的企業家からなる寡頭権力者による、「立憲制度の大礼服に飾られた絶対主義であった」と主張した。同書は日本で大きな反響を呼んだ。
そしてマルクス主義歴史学の立場から、長州藩を維新の主体の典型とみなした上で明治維新を天皇制絶対主義の成立とみなす遠山茂樹『明治維新』（1951年、岩波書店）が主流の地位を占めた。
遠山茂樹は以下のように明治維新を説明する。
- 江戸幕藩体制は、武士階級という「封建権力」が、上層農商層を抱きこんで、耕作農民を抑圧して、天保の改革に失敗したのに対して、雄藩は藩政改革を成功させた[103]。
- 外圧については、中国が西欧の半植民地となったのに対して日本が一応の政治的独立を維持できたのは、幕末の民衆運動が直接排外運動に赴かず、反封建闘争に集中するなど、日本の階級闘争が発展しており、「日本の民衆の近代化の力」が中国より勝っていたからであった[103]。
- 尊王論は「反幕府」でも「反封建」でもなく、また国体を強調するものでもなく、世界に普遍的にみられる権力の正統化方式の一種とし、攘夷論は近代的ナショナリズムとは無縁なものとした[103]。
- 幕府の外交政策は消極的で退嬰的であり、混迷を深めたことから、尊王攘夷派は「攘夷のための尊王」から「尊王反幕のための攘夷」へと変化し、合理的判断を失い、絶対主義成立への見透しを掴めなかった[103]。これに対して長州は英米仏蘭の四国連合艦隊との攘夷戦争で惨敗したことで、下級武士が名分論を超える実践力を獲得し、さらに藩権力を奪取したことで「開明的軍事官僚」「絶対主義的官僚」へと変貌した[103]。英仏は攘夷運動に止めを刺し、日本を半植民地的市場として確定させたが、攘夷派も佐幕派も英仏外交官の指導で絶対主義的改革を意識するようになった[103]。
- 1866年、幕府が長州征伐に失敗した頃、全国で打ちこわしや一揆が頻発したことで、公議政体論が浮上し、これにより封建権力が崩壊せずに権力を集中強化させる絶対主義運動が生じた[103]。民衆運動はええじゃないかという非政治的なものに逸脱し、「下からの革命」は瓦解した[103]。こうして明治維新は王政復古という矮小な政権移動にとどまり、「天皇奪い合いの宮廷陰謀」となった[103]。
- 新政府は御誓文で公議世論や仁政を宣伝したが、版籍奉還後の廃藩置県という「第二の王政復古クーデター」を起こし、「啓蒙専制政治」を基調とした[103]。地租改正では税負担が軽減されず、租税の近代化でなく、封建的貢租の継承にとどまったが、徴兵令は封建武士団を粉砕した[103]。学制は、徳川家が「由らしむべし知らしむべからず」と愚民政策をとっていたのに対して、「人民」に変える開明政策であった[103]。福沢諭吉の思想の本質は近代市民革命でなく、啓蒙専制主義にあった。征韓論政変以後は、下野グループの民権論は国権論に従属するものであったが、「下からの自主」の動きが見られた[103]。

三谷博によれば、遠山説では、天皇と幕府の対立が大変動の発端であったことが黙過され、国際環境よりも国内条件が重視され、また、昭和史のイメージを維新史に投影して、ファシズムが維新当初から存在していたように語り、政治運動においては長州を維新の主体として着目する一方で、薩摩、越前藩などの公議政体論を軽視または無視し、外国勢力ではイギリスを排他的に重視するなど、階級闘争史観の影響で一元論や二元対立に傾いた過度に単純化された政治史となった。遠山説は、仮説を述べ、実証研究を促す宣言の書であり、以後継承された研究の潮流では、徳川将軍、旧幕臣の開明派、譜代大名の研究が軽視されたり、政治史と経済史が乖離するといった研究の偏りを生んだ。遠山は、体制権力と下層階級の全面対立を好み、それが見られないことを不満げに説明するが、明治維新の持つ複雑性の説明としては不適当で、支配身分（武士）の消滅は世界史上でも際立つ特徴であるがまだ解明は十分でなく、また世界革命史において維新は著しく犠牲者が少ないこと、また「復古」象徴の利用はフランス革命にも認められることで日本特殊ではないこと、また「復古」の参照先が律令時代でなく神話であったことは復古の名の改革に自由度を与えたこと、などを三谷は指摘した上で、遠山の大振りな思考の展開には感銘を受けたと評した。
遠山以降、田中彰『明治維新政治史研究』（1963年）も標準的な研究となった。
長州藩を維新の主体の典型とみなす見方に対して、公武合体派の薩摩藩を重視する毛利敏彦『明治維新政治史序説』（1967年）も登場したが、この時期までの研究は、倒幕派に敗れた東北諸藩、倒幕派でも佐幕派でもない中間的な立場の諸藩の役割が軽視していると後に批判された。
このほか、ソ連の日本学者は、明治維新は、1867-8年の政治クーデター、1868年から1873年の200回にもわたる百姓一揆、ええじゃないかなどの民衆運動などが相互に関連する不可分の複合体を成している革命であったと規定した。ソ連の日本研究家イゴール・ラティシェフは明治維新は「未完のブルジョワ革命」であるとする。P.フェドセイエフは「ブルジョワ民族主義革命」であるとする。

#### 民族革命論
吉野作造の継承者でもある政治学者岡義武は、『近代日本の形成』（1947年）およびその改訂『近代日本政治史I』（1962年）において、明治維新は、西洋の脅威に直面した国が近代化しなければ独立が保てないという、マルクス主義のカテゴリーには入らない民族革命であると論じた。岡によれば、幕藩体制が内部矛盾で不安定になっていたところへ外圧があり、国内に激しい民族的反発感と民族的危機感が生まれ、さらに朝廷と幕府の対立は国家権力の二元化を生んだが、これを精算して国家的統一を強固にし、民族独立の確保が目指された。幕藩体制に回帰するか、朝廷を中心とした新体制かで紛糾したが、後者が選ばれた。岩倉具視は慶応3年4月に「天に二日なく、地に二王なし。政令一途に出でずして何れの国か立ち可申や。」といい、徳川慶喜も大政奉還上表に「朝權一途ニ出不申候而者、綱紀難立候間、從來之舊習ヲ改メ、政權ヲ朝廷ニ奉歸、廣ク天下之公儀ヲ盡シ、聖斷ヲ仰キ、同心協力、共ニ皇國ヲ保護仕候得ハ、必ス海外萬國ト可竝立候 （朝廷に権力を一つとしなければ統治が難しく、従来の旧習を改め、政権を朝廷に帰し奉り、広く天下の公議を尽くし、聖断を仰ぎ、心を一つに協力し、共に皇国を保護していけば、必ず海外万国と並び立ちうる）」と述べ、国家権力の一元化を図った。こうして、幕末明治の変革とは、「民族の独立確保あるいは民族の対外的勢力拡大を目的としてなされる国内政治体制の変革」、すなわち民族革命であったとした。
比較文化研究の桑原武夫は1956年の「明治の再評価」で、マルクス主義者は明治維新を「天皇制絶対主義」の成立とみなすが、維新によって身分制がなくなり、国民の自由は大幅に増大するなど画期的変革であったことは否定できず、欠点と矛盾はあったが、「明治の革命は巨視的にみて、一つの偉大な民族的達成であった」と論じ、1961年にはマルクス主義者らが、明治のナショナリズムを「できそこない」と低評価する一方で同時代のアジア・アフリカのナショナリズムを高く評価するのは政治的配慮ないしセンチメンタリズムだと批判した。（以降の桑原の発言については後述）
井上清は1966年に、明治維新は血を流さずに成就したとの評価に対して、戊辰戦争での戦死者数は新政府軍が3556人（負傷3804人）、旧幕府軍が4707人(負傷1518人)であったと反論したうえで、こうした犠牲があってはじめて、幕藩体制が早期に打倒され、人民の封建制からの解放と日本民族の国家的統一、そして欧米から植民地化される危険から脱出する一歩がふみだされたとした。

#### 米国における日本近代化論
アメリカ合衆国での歴史学では日本近代化論の研究が進められた。1960年代のアメリカの東洋史研究者エドウィン・O・ライシャワーや日本研究者マリウス・バーサス・ジャンセンは、明治維新による近代化を評価した。
ジャンセンが、ジョン・ホイットニー・ホール、ドナルド・H・シャイブリー、トマス・C・スミスらとともに設立した近代日本研究会議(Conference on Modern Japan)は1960年に日米の学者を集めて箱根会議を開いた。ホールらが「近代化」を、近代を特徴づける諸変化を包括し、他の地域との比較を可能とする概念とみなしたのに対して、日本の学者らは「近代化」を「歴史の中で実現すべき価値理念」とみなし、遠山茂樹は「近代」をマルクス主義と違う意味で用いることの意図を疑い、川島武宜も「民主化」を主軸に据えていないと批判した。ホールは、イデオロギーの構築でなく、あらかじめ決まった結論を前提としないオープン・エンド・アプローチを用いた。
雑誌『中央公論』では、1961年5月号から8月号にかけてクラーク・ケェア、労働経済学者のフレデリック ・H・ハービソン、ジョン・トーマス・ダンロップ、チャールズ・アンドリュー・マイヤーズ、中山伊知郎、尾高邦雄、蝋山政道らが日本の経済的近代化、産業化と民主化について議論をしており、その中でライシャワーは日本の近代化の成功は、低開発諸国の手本になると発言した。
近代日本研究会議が「日本における近代化の問題」(1965、邦訳1968）を刊行すると、多くの反響を呼んだ。米国ではベトナム戦争に反対するニューレフトの歴史学者ジョン・ダワー、ハーバート・ビックスらの“Committee of Concerned Asian Scholars”（憂慮するアジア研究者委員会）は、駐日アメリカ合衆国大使を務めたライシャワーや、ジャンセン、ホールらの近代化研究を、中立を装って日本の近代化の成功を強調するイデオロギーであると批判した。ダワーらは、赤狩りで共産主義者と断定されて自殺したハーバート・ノーマン（前述）を称えた。日本でも明治百年記念式典(1968)に関連して「近代化論」を批判するなどの論争も発生した（後述）。歴史学者安丸良夫は日本近代化論を「新たな支配イデオロギー」と批判し、社会学者の金原左門は近代日本研究会議がフォード財団から多額の補助金を受けたことを問題視した。近年でもヴィクター・コシュマンは2003年の論文で、日本近代化論は冷戦下の日本が共産主義化しないための施策であったと主張した。
こうした批判に対して、箱根会議に参加した丸山眞男は、近代化論は西欧の近代化を絶対として非西欧を図るとして批判されたが、これは誤解であり、ジャンセン、ホールらの近代化論は、近代化の道が多様で複数であることを当初から言っていたと語っている。
マリウス・バーサス・ジャンセンは『坂本龍馬と明治維新』（1961年）で坂本龍馬と土佐藩が維新で果たした役割を取り上げた。ジャンセンは、19世紀にはアメリカで奴隷解放、ロシアで農奴解放が起きる一方で、アジアは欧米の干渉によって変革あるいは反発が起きた。インドではセポイの反乱の結果、大英帝国の支配下に置かれ、中国ではアヘン戦争と太平天国の乱が起きた。日本でも外圧のなか政治的・知的な激動が変革を醸成した結果、民族的に統一された国家が誕生した。この「日本革命」の成功は、フランス革命が当時の周辺国に影響を与えたように、中国の革命家孫文、康有為、朝鮮の金玉均、フィリピンの革命家エミリオ・アギナルド、インドの独立運動家スバス・チャンドラ・ボースらを刺激し、特に孫文は自身を維新の英雄になぞらえていたという。同書は、小説家の司馬遼太郎に大きな影響を与えた。その後、ジャンセンは1986年に、明治維新は「単なる復古でなくて、革命」とし、2000年の大著The Making of Modern Japanでも、幕末から明治にかけての大変革は、「日本の制度へ恒久的な変化をもたらしたので、革命と呼ぶに直する」と述べる。
経済学者・哲学者のアマルティア・センは2006年の著書で、米国の蒸気船などの技術力に驚いた日本は、それまでの外交政策を見直すとともに、教育政策を見直し、御誓文では知識を世界に求めることが宣言され、1872年の学制では、「不学の戸・不学の人」をなくすことが目指され、1910年には小学校教育が普及し、1913年にはイギリスやアメリカ合衆国よりも多くの書籍が刊行された。木戸孝允は「決して今日の人、米欧諸州の人と異なることなし。ただ学不学にあるのみ」と述べ、欧米人もアジア人も同じ人間であり、教育水準をあげればアジア人も欧米に追いつくことができると考えた。センは、日本における近代化の成功は、ケイパビリティ (潜在能力)の形成によって成し遂げられたとし、日本は、国民の教育水準・識字率を高めれば、社会や経済を改善させ、短期間でも近代化と経済発展を実現できるということを証明し、アジア諸国の模範となり、東アジアの奇跡は日本の経験によって鼓舞されたものであったとする。

### 明治維新100周年（1968年）以降

#### 明治百年祭
中国文学者の竹内好は1960年2月「民族的なものと思想」において、民族的（ナショナル)なものを大事にしないと，逆に過激なナショナリズムを成立させる危険があるとした上で、革命の未来を描く手がかりとして「明治維新百年祭」とその是非を議論することを提案した（のち政府主催となって以降は撤回）。また竹内は「明治維新と中国革命」(1968年)において、「明治維新は未曾有の変革を意図し、また実現したものであるが、明治国家は一つの選択にしか過ぎず、もっと多様な可能性をはらんでいた」と述べた上で、孫文の中国革命と比較する。孫文は「日本維新は中国革命の第一歩、中国革命は日本維新の第二歩」と述べたが、これは日本維新を純化させ、「維新」を帝国主義の対極とみなし、中国革命を世界から不平等が除かれることを目標とした永遠の過程であると考えた、と竹内はいう。竹内は、近代日本は「維新」の意義を矮小化させてしまったとし、未完の明治維新を重視した。
1968年（昭和43年）10月23日、佐藤栄作政権で明治百年記念式典が開かれた。木村毅・林房雄・安岡正篤・池島信平らの広報部会では、戦後日本の復興をなした基盤としての明治が讃えられ、また、ライシャワーの近代化論や、徳川時代の再評価も行われた。同年、司馬遼太郎の『坂の上の雲』が連載を開始した。
他方、歴史学研究会・歴史科学協議会・歴史教育者協議会は、明治百年祭は1940年の紀元二千六百年記念行事と似た危険があると反対した。1968年7月には、家永三郎・板垣雄三・井上清・ 江口朴郎・遠山茂樹・永原慶二・野原四郎・旗田巍・松島栄一らが「明治百年に反対する声明」を起草し、3675人の署名を得た。反対声明では、明治は「天皇制絶対主義」を生み出した日本帝国主義の形成期であり、女性、被差別民、沖縄人、朝鮮人にとって差別と抑圧の歴史であり、「近代化論」は近代日本がアジアの犠牲の上に成り立ったことを覆い隠すものだと批判した。学界では、大江志乃夫が歴史研究において明治維新の可能性と現実の近代日本との落差の評価を行うべきではないかと提言すると、井上清がこれを「何をいっているのか分からない」と批判し、佐藤誠三郎が戦前の講座派よりも戦後歴史学は硬直していると表明すると、遠山茂樹がこれを「主観的だ」と批判した。
元総理大臣の石橋湛山は、明治時代の遺産とは、日本が帝国になったことではなく、五箇条の御誓文によって日本が民主主義と言論の自由を重視するようになったことだ、と論じ、1968年の反戦デモに明治の遺産が生きている、とみなした。

#### 幕末過渡期国家論と公議研究
維新政権の研究は原口清「戊辰戦争」(1963)や下山三郎「近代天皇制研究序説」(1976)によって本格的に着手された。宮地正人は、幕府、朝廷、諸藩の動向を総体的に捉えようとして幕末過渡期国家論を提唱し、それまで見落とされていた天皇、朝廷の動向を視野に入れ、斬新的な研究となった。これに続いて、原口清は国是（最高国家意志）樹立をめぐる諸勢力の運動・対立という視座を設定し、慶応3年の五箇条誓文を国是樹立運動の帰結とした。宮地や原口のダイナミックな関係史の研究によって、長州藩と会津藩のように政治状況によって「勝者」「敗者」が刻々と変わるなか、当時の政治家の個性が描き出されるようになり、その後の研究潮流の源流となった。
明治維新では幕府が廃止されると同時に摂関制度も廃止されるなど、天皇や朝廷の研究も重要であるが、戦前には皇国史観でタブー視され、戦後も戦前への忌避感から研究が遅れていた。井上勝生や藤田覚の研究によって、文久3年の八月十八日の政変の主役を孝明天皇とする見解などが提出され、武家に操られる天皇というイメージが一新され、以後の幕末維新期の天皇研究に大きな影響を与えた。
また、一橋徳川家の徳川慶喜、京都守護職・会津藩主の松平容保、京都所司代・桑名藩主松平定敬の三者により構成された一会桑勢力が重視され、従来の「幕府対薩長」という単純な図式に大きな変化がもたらされた。家近良樹の「幕末政治と倒幕運動」(1995)では、それまで「敗者」として悲劇的に捉えられがちだった会津藩の存在を高く評価した。宮地正人は、歴史ファンやマニアの研究対象であった新選組が一会桑との役割から研究した。この他、久住真也「長州戦争と徳川将軍」(2005)では幕府の新仏派の研究も行われた。
開国研究としては、三谷博「ペリー来航」(2003)や荒野泰典「日本の対外関係7　近代化する日本」(2012)などで従来の「不平等条約」「鎖国」「開国」の見直しと再評価がなされている。
高橋秀直や、家近良樹の研究では、王政復古クーデタは倒幕を目指していなかったことが明らかにされ、また王政復古で成立した新政府は、天皇より公議原理が優位にたつ（天皇親政ではない）政府であったことが明らかにされた。三谷博も「維新史再考」(2017)で公議研究を進めた。
日本思想史研究の子安宣邦は、明治維新は民衆にとっては明治5年の徴兵告諭における兵役の義務であり、国民にさせられていく過程であり、畏怖すべき国家の現前だったと述べている。

#### 「敗者」の視点から
薩長土肥中心に語られてきた明治維新を批判する立場として、明治維新の「敗者」、奥羽越列藩同盟（特に戊辰戦争における会津藩）、幕臣、寺院などの「敗者」視点から書かれたものも多数ある。戊辰戦争、新選組、小栗忠順、上野戦争、会津戦争、箱館戦争、廃仏毀釈の各項目を参照。
会津藩については、司馬遼太郎が小説「王城の守護者」(1965年、別冊文藝春秋）で会津藩主松平容保の孝明天皇への忠誠を中心に会津藩の悲劇が強調されたあと、多数の《会津もの》小説が続いた。司馬をはじめ、長州への敵意が繰り返し説かれた早乙女貢の『會津士魂』(1970-1988)、綱淵謙錠『戊辰落日』(1978)、中村彰彦らの《会津もの》小説は、「怨念史観」の源泉を提供していった。石光真人編 『ある明治人の記録－会津人柴五郎の遺書』（1974年, 改版2017年）も出た。会津の郷土史家宮崎十三八は、「長州への怨恨」を基盤として、「会津は明治政府から徹底的にいじめられてきた」とする「観光史学」を提唱した。宮崎が新潮451992年10月号に発表した「会津人の書く戊辰戦争　ヒロシマのピカドンと同じ惨劇」では、会津への長州の砲撃とアメリカによる原爆投下とは、「一般住民を全く無差別に暴力でぶっ殺したのは、全く同じだった」とし、「会津戦争の悲劇を日本人が知っていたならば、太平洋戦争の悲劇は防げたかもしれない」と主張した。こうした宮崎の「怨念史観」に対しては、宮崎の同級生だった畑敬之助や牧野登らによる批判がある。
なお、こうした「怨念史観」の一つとして、新政府軍が遺体の埋葬を禁じ、会津藩士の遺体が半年間野ざらしにされたという「埋葬禁止説」が1960年代以降現在まで流布されてきた。しかし、2016年12月に、戦死した藩士らの埋葬が記録されていた史料『戦死屍取仕末（せんしかばねとりしまつ）金銭入用帳』が会津若松市で発見され、新政府は会津藩降伏の10日後の旧暦10月2日に埋葬を命令し、翌10月3日から同17日にかけ、会津藩士4人が指揮し、567体の遺体を埋葬したことがわかった。「埋葬禁止説」について、会津若松市史研究会の野口信一は、会津戦争から半年後の1869年2月に阿弥陀寺に遺体を改葬したことが『半年間も放置した』と誤認された要因とみて、「歴史の話を聞くと、悲劇的な部分が頭に残りやすい。歴史は、耳学問ではなく自ら学ぶ姿勢が必要」と話す。
一方、司馬遼太郎は『「明治」という国家』（1989)で、明治維新最大の功績者は、権力を放棄した徳川慶喜と勝海舟であり、それに比べて薩長は力にすぎないが、新政府側の士族にしても戊辰戦争の恩賞もないどころか、廃藩置県や秩禄処分による士族解体に大名側で反乱がなかったのは不思議だという。司馬は、江戸時代の日本は「自立、自助、勤勉」でプロテスタンティズムに似ており、明治政府もこれを踏襲したが、ヨーロッパの合理主義を買い続けて、江戸の合理思想を捨てた結果が昭和の没落ではないかと論じた。
文化人類学者山口昌男の『「敗者」の精神史』（岩波書店、1995年)では、維新以後の薩長中心の階層秩序から離れた文化活動を行ったとして、淡島椿岳・淡島寒月、大槻如電、山本覚馬、大橋佐平、土田杏村、吉野作造や、旧幕臣らの事績が扱われた。
佐藤常雄・大石慎三郎『貧農史観の見直し』（1995年）など、江戸時代=貧農という歴史観への疑義も起こる。

### 明治維新150周年（2018年）以降
2018年(平成30年)10月23日、明治維新150周年を記念して政府は式典を憲政記念館で開いた。10月23日は明治へ改元された日であり、1968年の明治百年祭も同日に開催された。安倍晋三首相（当時）は式辞で「明治の人々が勇気と英断、たゆまぬ努力、奮闘によって、世界に向けて大きく胸を開き、新しい時代の扉を開けた」「若い世代の方々にはこの機会に、我が国の近代化に向けて生じた出来事に触れ、光と影、様々な側面を貴重な経験として学びとって欲しい」と述べた。
150周年は冷ややかなムードに包まれ、反薩長史観の本が多数出版され、保守派からの批判もあった。安倍が長州閥の末裔として批判を受けていたこと、東日本大震災により東北論が盛んになったことなども印象を悪化させた。また、明仁天皇（現上皇)と美智子皇后(現上皇后)は、式典に参列しなかった。宮内庁曰く「政府からお声がけがなかった」ことが理由だが、100周年では昭和天皇と香淳皇后が出席していたことからすると考えにくく、自身の意志ではないかという憶測も飛んだ。
記者リチャード・カッツは、「明治維新は米国の独立記念日やフランスの革命記念日のようなものなのに、現代の日本人はなぜ、維新150周年を祝賀しないのか」と疑問に思い、調査すると、明治維新を戦争時代の暗い歴史と結び付けて考えている日本人が少なくなかったという。日本近代史研究のピーター・ドウスは、明治維新が「民主主義や経済的繁栄ではなく、日本を超国家主義や植民地支配の拡大、すなわち破滅へと導いていったと考えている日本人は多い」と指摘する。
150年にあわせ2017年から2018年にかけて多くの研究書や一般書が上梓された。歴史学者の著作としては、三谷博『維新史再考』、三谷太一郎『日本の近代とは何であったか』などがある。
擁護論
経営学者米倉誠一郎は『イノベーターたちの日本史　近代日本の創造的対応』（東洋経済新報社、2017年）で激動の維新において創造的対応をなした人物に注目し、高島秋帆がアヘン戦争で危機感を高めて、西洋砲術の研究をし、モルチール砲を輸入し分解模造(リバースエンジニアリング)を行ったことや、大隈重信が秩禄処分において、士族の俸禄を数年分の合算総額に7％の利子を付けた公債を発行（バウチャー制度)を生み出して生活を保障、同時に旧士族が起業や農工商への転職できるように士族授産政策も実施したこと、笠井順八が日本に存在しなかったセメント製造をベンチャー事業として行ったこと、三野村利左衛門が三井家に外部から入り、祖業の呉服商を三越家に分割し、三井銀行を設立し、三井財閥を中興させたこと、また同じく外部から登用された益田孝が三井物産を設立したこと、岩崎彌太郎が三菱商船学校や三菱商業学校を設立し、人的資源を確保するなど多角的事業体の三菱財閥を発展させたことなどを讃えた。
日本思想史研究の苅部直は(『「維新革命」への道』)（2017年）において、マルクス主義歴史学の遠山茂樹などのような、明治維新による文明開化を政府が上から強引に西洋化を進め、庶民にとっては迷惑であったとするような評価は、事態の一部しか捉えていないと批判し、公儀の瓦解と新政府の発足は、人々にとって生活全体に及ぶ束縛からの解放と感じられ、また西洋化もその動きの一環として歓迎されたと述べている。苅部によれば、人民の側に立つ歴史学を標榜する遠山茂樹は、庶民が文明開化を求め、楽しんだ実態には触れようとしないが、それは、遠山が戦時中の1944年の論文「水戸学の性格」で、孝明天皇による「仁慈限りなき御叡慮」による幕藩封建体制の改革で、「一君万民の我が国体の精華」が「革新力」となると論じたことへの苦い反省があったのではないかと指摘している。また、文明開化以前の古い日本に憧れるロマンティシズムや、薩長の暴虐を強調する幕臣びいき・江戸っ子びいきの歴史観も、遠山と同様に、民衆に共感することを標榜しながらも、当時の民衆が文明開化を楽しみ、欲望の発散の機会が多くなることを願ったという実態について書かないような「民衆不在」の罠にはまっていると苅部は批判する。
政治史研究の北岡伸一は『明治維新の意味』（2020年）で、明治維新は既得権益を持つ特権層を打破し、様々な制約を取り除いた民主化革命、自由化革命、人材登用革命であったとする。北岡によれば、江戸時代に国政に参加できたのは、将軍と譜代大名で構成された幕閣であり、親藩と外様大名は排除されていたが、黒船来航以降、雄藩や朝廷も国政に参加するようになり、特に下級武士を登用した薩長が台頭した。その後の維新でこれらの下士出身の官僚らは、自藩を含む藩を全廃し、武士を含む身分制度さえも廃止した。初代内閣総理大臣になった伊藤博文は農民（足軽）の出自であったが、江戸時代には政治への発言も許されない身分であった。さらに西南戦争以後の自由民権運動を経て、内閣制度が確立すると、豪農や内戦中は朝敵とされた東北出身者の政治参加も盛んになり、1890年には信越東北の国会議員が誕生し、1918年には盛岡藩出身の原敬が総理大臣になった。地租改正によって中世以来の石高制も廃止、田畑の売買も自由になった。職業選択も自由とされ、身分を超えた教育制度も導入された。
批判論
歴史学者奈良勝司は、明治日本では、武力（国力）の底上げへの奉仕を国民が強いられたと総括し、『明治の精神』への回帰とは、日本賛美による癒やしであり、「アトラクション化させた過去の消費」やご都合主義的に加工した歴史への逃避では、未来の展望につながらないと警告した。
平和学者木村朗は「明治翼賛の最大の問題は、自国に不都合な歴史的事実の忘却」にあるとし、近代日本は「アジアで唯一の帝国主義国家」となり、アジア諸国への侵略、会津藩の悲劇や、アイヌ・琉球への差別は明治維新の歪みだとする。
女性史研究家加納実紀代は、明治日本は女性の抑圧を国家の制度として確立したとし、民法で女性を準禁治産者扱いし、高等教育や政治参加を禁じたと指摘し、明治150年記念行事は、明治以後の歴史を肯定一辺倒に染める恐れがあり、一方的な歴史認識が定着しないよう注視する必要があると警告した。
ジャーナリストの斎藤貴男は、政府主導の明治維新記念行事は、時の政府(長州藩につながる第4次安倍内閣)礼賛に繋げようとしていると疑念を表明している。
日本思想史研究の子安宣邦は『「維新」的近代の幻想』（2020年）で明治維新に端を発する日本近代のあり方を批判した。
イスラエル人軍事史家のダニ・オルバフと政治学者の姜尚中は、軍部の暴走は日露戦争後に始まったわけではなく幕末の志士のテロリズムから始まっているとして司馬史観を批判した。
その他
元学生運動家で科学史家の山本義隆は『近代日本150年』（2018年）で「科学技術総力戦」という角度から日本の近代を論じた。

## 比較革命史で見る明治維新

### フランス革命、イギリス革命、アメリカ独立革命等との比較
西洋史学の河野健二は「明治維新と「西洋」」(1964)において、明治維新は経済的にはブルジョワ革命であり、政治的には不徹底な革命であったとする。ただし、徹底不徹底は程度問題でもあり、イギリス革命はフランス革命よりも不徹底であったし、ジョルジュ・ルフェーブルがいうようにフランス革命も「農民革命」という点においては不徹底であったという。河野によれば、明治政府は、自由民権派による国会開設請願運動に対して憲法制定・国会開設を約束するという先手を打つことによって革命の矛先を巧みにそらしたことができた革命政権であった。河野健二編『近代革命とアジア』名古屋大学出版会 1987では、西欧の革命と明治維新が対比されながら、明治維新の変革性がクローズアップされ、明治維新を絶対主義の成立とする見方はもはや見られなくなった。
フランス文化研究の桑原武夫は1956年には明治維新を「後進国型のブルジョワ革命」と評価していたが、1974年には明治維新は「文化革命」として徹底性があったとし、1986年には「ナショナリズムに立つ文化革命」と評価した。桑原は「社会における巨大な変化を革命と呼ぶこととすれば、維新こそ革命と呼ぶべき」で、「明治維新を革命と呼ばずして、七月革命とか二月革命などという名称を平気で使っているのは滑稽であります。最後の将軍は殺されなかったのですが、これはいわば日本人の英知であって、流血が少ないからダメとは言えません」と述べ、かつて自分もブルジョワ革命とも言ったことがあるが、もうその用語は使わない、マルクス主義風の発展段階説では解けないところが維新にはある、たとえば自由民権運動の指導者だった中江兆民が帝国憲法を設計した井上毅を敬愛した矛盾が説明できないし、天皇も絶対専制君主ではなかったといい、また、軍国主義の侵略行為も「罵倒から始めるのではなく、西欧先進国の場合をも併せ考え、冷静に研究すべき」と述べた。
西洋史学の遅塚忠躬によれば、イギリス革命では革命の担い手がジェントリに限定されていたため、共通の利害を見出すことができたが、フランス革命では、ブルジョワジーと大衆との間に共通の利害を見出すことが困難であり、革命の路線に対して党派対立が激化したがゆえに粛清にいたったとし、こうして独裁とテロル、流血のコストを払ったのはフランス革命が社会革命であったからとする。遅塚は、明治維新はフランス革命よりも流血が少ないと強調されるが、フランスが市民社会を創出し、社会的デモクラシーを提示し、近代化を進めたのであり、「明治維新が世界にどういう貢献をしたかを考えるとともに、世界が血まみれのフランス革命に負っているものが何であるかをも考慮すべきであろう」と指摘する。
トマス・C ・スミスは1967年に、明治維新は「1789年の大革命がフランスにもたらした以上の大きな変革を日本にもたらした」と評した。
経済学者ケネス・E・ボールディングは1970年に、コストが小さく持続的な成長をもたらした成功した革命はアメリカ独立と明治維新であるとした。
他方、イェール大学歴史学教授で日本近代化論者のジョン・ホイットニー・ホールは1971年に、日本にはフランス革命やロシア革命のような政治的イデオロギーがなく、明治維新はブルジョワ革命でも農民革命でもなかったと評した。
作家フランク・ギブニーは、明治維新を、アメリカ独立革命、フランス革命、ロシア革命、中国革命と同列の、五大革命の一つとし、明治維新は近代世界における最初の大文化革命であったとする。ギブニーは、明治文化革命は、中国共産党の指導者が自己の権力の座を守るために扇動した文化大革命とは違うという。明治革命は、中下級武士が指導したが、知識人、豪商、町人階級、農民も参加し、主として国民の合意によるもので、または、国民の期待感の高揚があり、下層の身分であっても能力があれば権威になれたことを民衆が目の当たりにするにつれ、「多くの人々にとってー幕藩体制の支持者にとってさえー、革命の具体的成果の正当性は明らかであった。それ以上に、新しい慣習、新しい思想、新しい技術、新しい知識には国民の心を魅了する力があった」と指摘する。さらに、アメリカとフランスの革命が政治的革命であり、ロシアと中国の革命がイデオロギーの革命であったのに対して、明治革命は近代史のなかで試みられた最初のトータル・レボリューション（Total Revolution）全面革命であったという。また、ギブニーは、2000年の書評でも、明治維新はフランス革命やロシア革命の多大な流血とは対照的であったと評する。
歴史学者Thomas M.Huberは、1981年の著書Revolutionary Origins of Modern Japan (Stanford University Press)で、明治維新を担ったのは、層・下層武士を中心とした、神官・僧侶、医師、教員、名主などのサービス・インテリゲンチャであり
、明治維新とは、封建制度において抑圧されていたこれらの社会階層によって起こされた革命であったとした。
ハーバード大学教授アンドルー・ゴードンは2003年の著書『日本近代史（邦題：日本の200年）』で、1868年前後に日本で起きた明治革命では、政治統一と中央官僚制、身分制の廃止、軍制・教育・税制改革など広範な改革が実現したのであり、これは「政治、経済、社会、文化のどの側面からとらえても、息を呑むほど壮絶であり、まさに革命にふさわしいものだった」とし、19世紀から20世紀にかけて世界各国で起きた近代革命の日本的な展開であったとする。ゴードンによれば、この日本の近代革命は先行する西欧の革命とは対照的であったが、それ以後に起きた諸革命と類似していた。西欧の革命では新興階級である都市ブルジョワジーが貴族階級の特権に異議を唱えたが、日本では武士階級が革命を担ったため、「貴族的革命」ともいわれる。日本の武士は、主君に雇われた「給与生活者・従業員」であったため、西欧の封土や、中国の貴族階級の領土制や朝鮮の両班よりも土地との結びつきが弱く、身分が不安定であった。ゴードンは、明治革命をフランス革命と比べて不完全な革命とするようなこれまでの評価は、ヨーロッパ中心主義的な評価にすぎず、非西欧地域の歴史をその固有な条件に即して理解しようとするものではないため有用でないとし、西欧を基準とせず、同時に、明治革命が世界の近代革命と同様に持続的な激動のプロセスであったことを認識することが肝要であるという。
日本政治思想史研究の渡辺浩は、「明治革命・性・文明」(2021年）で、明治革命とフランス革命は、身分制を壊して中央集権体制をつくった点で共通すると評価する。渡辺は「あれほどの大変革が革命でないとしたら、何が「革命」なのでしょう？　かつて、「皇国史観」派は、日本に「革命」があったとは認めたくなかった（この語の元来の意味は、「王朝交代」ですから）。マルクス主義者の多くは、真の「ブルジョア革命」ではなかったと考えた。こうして左右の意見が一致して、革命ではなく、単に「維新」だ、ということになり、今に至っているのです。でも、「維新」は単に新しくなることです。そこで、徳川の世には、今いう「寛政の改革」を「寛政維新」とも言います。「ブルジョア革命」であろうとなかろうと、あの不可逆的な大変革を、たかが「維新」などと呼ぶ方がおかしくないでしょうか。」と説明する。
ウェイクフォレスト大学のR.ヘルヤーとハイデルベルク大学のH.フュースも、明治維新はアメリカ革命やフランス革命と同等の革命的分水嶺として位置付けられるという。
日本近代史研究者で東京大学名誉教授の三谷博は、明治革命は「君主制をピヴォットとする世襲身分制の解体という近代世界史上でも有数の革命」とする。比較革命史で見ると明治維新による犠牲者は極めて少なく、その要因に、「公論」による政治の決定や、長期的危機を予測し、その対応に成功したことなどが挙げられるという。三谷は以下のように考察する。
- ナショナリズムの役割。戊辰戦争の死者数が約13600人、西南戦争の死者数が約11500人、倒幕運動側の死者数が約2500人で、復古の反対勢力の死者数は不明だが、明治維新における政治的死者数は、27600人〜3万人と推計できる[182]。これに対して、フランス革命での政治的死者数は国内の死者は約40万人、フランス革命戦争での死者数は約115万人、合計約155万人とされる[182][184]。また、20世紀の中国の国共内戦が175万[185]や文化大革命での犠牲者は1000万人以上である[182]。明治維新における政治的死者数が少なかった理由には、徳川家と新政府が戦争を極小に抑えたこと、特に江戸開城による戦争回避が主因とされ、戊辰戦争も抵抗者が限定され、短期間で終わった[182]。このほか、大名や上級武士らが、「御家（おいえ）」に代えて「日本」レベルのナショナリズムを持ったために世襲的特権の剥奪に抵抗しなかったこともあげられる(幕末の尊王攘夷論の目的は鎖国を守るためでなく、日本の根本的改革にあった[182][186])。フランス革命では、革命派は、「国民化」を阻む抵抗勢力であった貴族、王党派、ヴァンデーの農民などを殺戮し、さらに革命派は、周辺の君主国との戦争を回避せずに選択したために[187]、大量の犠牲が出た[182]。フランスではすでに三部会において「国民」が権力の源泉とされ、新秩序を対等に構成する集合的主体として重視されていたが、日本では「国民」による秩序構想が支持されたのは明治10年代であった[188]。
- 分権制・中央集権。江戸時代の幕藩体制は連邦国家であり、君主が二人いる（徳川将軍と天皇）双頭国家であった[182]。清朝のような一極集中型の組織は解体が難しいのに対して、分権制は解体も再編も容易であるが、ただし、インドやジャワのように、分権制であったがゆえにその隙をついて外部勢力が国家統合をなした場合もある[182]。近世日本は双頭・連邦国家であったが、維新によって単一国家としての「日本」が創出された[188]。フランスでは革命前より単一国家で、封建領主の連合体からは脱却していたが、一部で貴族による支配と王権による支配とが混在していた[188]。しかし、中央集権体制が完成したのは革命とナポレオン体制であったことから、国家の統合という点では明治維新とフランス革命は同様の結果を産んだ[188]。
- 間接アプローチ戦略。廃藩を実現しようとした新政府は、廃藩を急激に進めると諸大名からの抵抗を受けると予想し、間接アプローチ戦略をとって、廃藩置県より前に地均らしとして版籍奉還を建議した[182]。版籍奉還は、江戸期の将軍代替わりに伴う統治許可証返還の慣習を拡張したものであったために、諸大名からの抵抗はほとんどなかった[182]。戊辰戦争では、新政府は各大名に銃隊のみの編成を命じた。これにより、上級家臣は従者も伝統的武芸も使うことができなくなった[182]。動員で財政が逼迫した藩は統治権の返上を申し出たところもあった[182]。
- 君主制による改革。維新で君主権強化を主導したのは大名の家臣であり、いわば領主と庶民の間の中間層であった。維新は君権を押し立てた意味では「上からの改革」であったが、内実は中間層による「下からの改革」であった[182]。新政府は御誓文で「広く会議を興し、万機公論に決すべし」と宣言し、これが民撰議院設立建白書などでも繰り返し引用され、国是となり、立憲政治が定着していった[182][* 7]。誓文以前にも安政期から「公議」「公論」は重視されており、これが誓文で確認されており、ここに経路依存性がある。さらに、室町期以降には天皇は政治的決定権を喪失していたという経路依存性もあり、こうして天皇と朝廷は明治維新において「公論」を受け入れ、憲法による君権の制限も受け入れることができた[182]。これは19世紀の朝鮮や清朝が君権制限に強く抵抗したことからみても、例外的であった[182]。
- 復古。明治維新は西洋文明を取り入れながら、神武創業という神話的な始源への復古が唱えられた。一方、フランス革命でも進歩が提唱されながら、古代ローマ式の誓いのポーズや、凱旋門建設や月桂冠の戴冠など古代ローマ復古の象徴が用いられた[182][* 8]。また、江戸時代の役人も政策を提言する際には、先例（古例）を引用するのが慣例であり、明治維新が「復古」を用いたのは特殊でも奇異でもなかった[182]。また、西洋での王政復古は、革命以前の世襲貴族の支配を復元し、「国民」や「民主」という秩序規範を否定しようとする「反動」の運動であったのに対し、明治維新での「王政復古」は、人々の「国民」化や「公論」を促進した[189]
- 変革の速度。1863年までは尊攘派と公議政体追求のふたつの運動が拡大し、尊攘派は最後の局面で徳川公儀打倒を計画したが、公然と「倒幕」を主張するものは少数にとどまり、散発的なテロルを除けば暴力は行使されず、「倒幕」が急進化しても、中間派はクーデターでこれを抑え、1868年の王政復古クーデターで軍事力は行使されなかった[188]。長州は公武合体体制に挑戦し、薩摩の支援を得て、徳川軍の撃退に成功した。王政復古クーデターで徳川家による政権独占は否定された[188]。さらに徳川方は武力を発動したうえで敗北したため、新政府は徳川を排除し、さらに戊辰戦争によって中央政権としての地位が固まった。その後、新政府は版籍奉還、中央集権化、身分の平準化、武士や被差別身分の廃止、公職就任権利の開放、土地所有権の承認、課税の統一、移動の自由、職業選択の自由、婚姻の自由、刑罰の均一化などを実行していった[188]。フランス革命と比べると、明治維新の経過は緩慢で、理念上の議論も乏しく、制度設計は新政府成立後に始まった。三谷はいかにも行き当たりばったりに見えるが、これが維新の犠牲者を少なくさせた基礎条件とみられる。理念上の闘争が欠如し、幕末約10年間の政争において国家の進路への合意が形成されたために、武力発動が最小限で済まされた[188]。フランス革命では、いきなり旧体制の全面否定を打ち出し、新秩序の設計図を提示した。1789年5月の三部会直後の6月に国民議会が結成、7月バスティーユ襲撃、8月に封建制の廃止や人権宣言を発布、貴族からの裁判権の剥奪、11月に教会財産の国有化、1790年には世襲貴族制の廃止、聖職者の市民化、1791年には同業組合禁止,憲法制定、1792年にはオーストリアに宣戦布告（フランス革命戦争)、1793年に国王処刑と、日本の王政復古から廃藩までの3年間に比べてもはるかに急激で、社会の深部に及んだ。フランス革命は中途から漂流を始めたのに対し、日本では新秩序がゆっくりと熟成していった[188]。
- 民衆運動・暴動。日本では1866年の武州一揆や、ええじゃないか、1873年の徴兵令・小学校反対一揆、地租改正反対一揆などの民衆騒擾があるが、これらは個別の争点をめぐるもので、同時期に進行していた武士の政治運動と連動していなかった[188]。フランスではバスティーユ襲撃など民衆蜂起は政治変動に決定的であった。この背景として、フランスの田舎貴族が公共事務から退きながら、徴税権と裁判権を維持していたため、これが庶民による貴族特権への怨恨の基盤となり、民衆は食料不安の原因を貴族の陰謀に帰した[188]。これに対して日本の武家は日常行政に携わり、無役の侍が農村部に居住し、課役徴収も少なかった[188]。暴動を比較しても、日本では破壊対象が建物や証文であったが、フランスでは大恐怖、恐怖政治など「恐怖の支配」が起こり、民衆は得体の知れぬ「陰謀」に怯え、犯人探しをした[188]。日本では1858年の政変において、井伊直弼の側近が、水戸藩徳川斉昭が息子を将軍に建てる計画があるという水戸陰謀論を、一橋派への弾圧の根拠としたが、以後、陰謀論はあまり登場しなかった[188]。
- 国家と君主。日本では政策の決定権は君主個人でなく、重臣の合議体であった。中下級武士による政策提案、上級武士による合議、君主による裁可という段階を経て行われ、君主の発議は稀で、重臣会議の決定をそのまま受け入れるのが通常であった[188]。フランスでは、君主は「国家第一の下僕」といわれたものの、国家の政策の最終決定者であり、自らの意思による決定が誇示されていた。(加藤弘之の立憲制論ではフランス革命は反面教師とされた。)そのため、フランス国王の国外逃亡とその失敗は、王制の致命傷となり、革命の定着と急進化の分水嶺となり、「国王はフランスの主権者でも国民でもない」という烙印を押されることとなった[188]。
- 公論・知的環境。日本では1858年以降、「天下の公論」が政府批判の論拠とされたが、自由民権運動以前には閉じられた空間で行われており、街頭での演説やデモンストレーション、パンフレット配布などは行われなかった[188]。フランスでは、公開の場で議論され、三部会召集も憲法制定も議論によって決められた[188]。明治維新では天皇が持ち出されることで徳川の権威が引き下げられ、大名の統治権も解体された。これは、三部会や国民議会が国王の権威に訴えて貴族の特権を否定したことに似ている[188]。また、18世紀フランスでは啓蒙思想などの知的環境が発展した。これが革命において慣習を覆し、抽象的な原則体系で置換しようとしたことにつながった。しかしこのような原則論は互いに矛盾し、論争は激烈となり、予想外の副作用もあり、混乱と不安定が長期化した。日本では、「国防」「公議」「尊王」といったスローガンが主で、制度論は稀だった。幕末では約十年かけて、新秩序への合意が熟していったため、対立は最小化された[188]。

### イタリア、ロシアとの比較
「最後の講座派」と呼ばれた中村政則は、1848年革命においてブルジョワジーは民衆運動に対して保守化し、イギリスやフランスのブルジョワ革命は終焉するとともに、後進国においては英仏型ブルジョワ革命の実現する条件は失われたため、明治維新を英仏型革命と比較するよりも、近代世界システム論でいう半周辺的資本主義国家群に属する日本は、同じ半周辺国家群に属するイタリア、ロシアと比較した方がよいと中村はいう。19世紀イタリアではリソルジメント(統一）運動が、ロシアでは1861年の農奴解放以降、近代化改革が実施された。ロシア帝国の歴史#大改革と革命の胎動（1855年 - 1881年）を参照。
ウォーラーステインの近代世界システム論では、次の3つに分類される。
- 中核的資本主義国家群：イギリス・フランス・アメリカの先進国
- 半周辺的資本主義国家群：イタリア、ロシア、日本、ハンガリー、ポーランド
- 周辺的国家群：インド、中国、南アメリカ諸国

|                | ロシア | 日本 |
| -------------- | --- | --- |
| 権力           | 1861年のロシアの改革では権力の移動はなかった。 | 明治維新では権力の移動があった。新政府は古代以来の伝統的権威を持つ天皇を頂点にした（王政復古)ので、中村は「未完の政治革命」であったとする。 |
| 近代化と工業化 | 1860年代から70年代にかけて工業化、金融、財政改革をすすめ、ゼムストヴォ(地方自治機関)の設立、司法・学制・軍事改革などの近代化を行ない、資本主義が確立した。                                            | 徳川時代の身分制を廃止（四民平等）、司法・学制・軍事改革など諸制度の近代化と工業化による資本主義が発展した。 |
| 土地           | 1861年から1883年まで続いたロシアの土地改革（農奴解放）では、解放後も貨幣負担が大きく、耕地割替規制も残っていた。巨大地主と大地主とで国土の53%を所有しており、土地所有の構成表はピラミッド型であった。 | 廃藩置県と秩禄処分、さらに地租改正によって封建的土地所有を廃止した。土地所有の構成表は逆ピラミッド型で、小地主がもっとも多く土地を所有していた。地租改正でも寄生地主制は維持され、小作人の所得は低かったが、戦後1946年から農地改革が実施された。 |
| 財政           | 人頭税や地租などの直接税の比重が10-20%、関税収入が9-16%。保護関税政策を実施した。 (付記:イギリスの税収は消費税と関税で60%、地租は5%)                                                                  | 税収の60-92%が地租に依存。関税収入は4-6%。 日本は1911年の条約改正まで関税自主権がなかった。 |
| 外国資本率     | フランス、ベルギー、ドイツ、イギリスなどの外国資本率が1900年で83.7%を占めた。 | 外国資本率は1900年でわずか9.5%。 日本では商人資本が重要な地位を占め、東京-横浜鉄道経営権をポートマンから取り戻したり、日本坑法で外国人の鉱山所有権を禁止した。                                                                                   |

イタリアでの改革の主導権は大土地貴族と大ブルジョワジーであったため、農業革命、土地改革が欠如していた。また農工保護関税によって、北部のブルジョワジーと南部の大土地所有が温存され、南北の格差構造も発生した。
ロシア、イタリア、日本の共通点として、集権的かつ権威主義的な国家体制のもとで資本主義的工業化が急速に推進され、先進地域と遅れた地域という構造を残したこと、民衆の政治的権利が抑圧されたことなどがある。
中村はイタリアのアルベルト憲法、ロシア帝国憲法との比較を踏まえ、明治日本の憲法は、絶対主義的性格と立憲主義的性格を併せ持つ「絶対主義的立憲制」と規定した。

## 非ヨーロッパ地域における近代化との比較
ほとんどのアジア諸国で挫折ないし不可能だった近代化革命がなぜ日本においてのみ成功したのかという日本人論は多い。明治維新の諸改革は、新たな制度で生じた矛盾をいくらか孕みながらも、おおむね成功を収め、短期間で立憲制度を達成し、富国強兵が推進された。その評価は日清戦争・日露戦争における勝利により飛躍的に高まり、諸外国からも感嘆・驚異の目で見られるようになった。特にアジア諸国では明治維新を模範として改革や独立運動を行おうとする動きが盛んになる。孫文も日本亡命時には『明治維新は中国革命の第一歩であり、中国革命は明治維新の第二歩である』との言葉を犬養毅へ送っている。
ロシアを含むアジアでの近代化革命としては、朝鮮における壬午事変・甲申政変や清における戊戌の変法やオスマン帝国におけるタンジマートの失敗、長続きしなかったイランのイラン立憲革命やロシア帝国のヴィッテ改革・ストルイピン改革などが典型である（朝鮮の改革運動については金玉均など、清の改革については光緒帝、黄遵憲なども参照）。しかしいずれも確実な成功を収めたものとまではいえなかった。
一定の成功を収めた例としては、パラグアイのカルロス・アントニオ・ロペス大統領による改革、タイのチャクリー改革、トルコのアタテュルク主義、エジプトのエジプト革命、メキシコのベニート・フアレス改革が挙げられる。
日本は明治維新によって列強と化したことにより、アジア諸国では数少ない植民地にならなかった国となった。明治維新は欧米列強に抑圧されたアジア諸国にとって近代化革命の模範ともなった。孫文やスカルノ、マハティール・ビン・モハマドや毛沢東をはじめ、その他アジアの指導者はほぼ例外なく明治維新に何らかの関心を持っていた。
そして日本自身が列強側の国家として、帝国主義的な領土・権益獲得を行う立場となり、大東亜共栄圏構想へ向かっていった。

### エジプトとの比較論
中東社会学者の山口直彦は、エジプト史での比較を論じている。
エジプトの初代大統領ナセルは、『アラブ連合共和国国民憲章』の中で「エジプトがその眠りから醒めた時、近代日本は進歩に向かって歩み始めた。日本が着実な歩みを続けることに成功したのと対照的に、個人的な冒険によってエジプトの覚醒は妨げられ、悲しむべき弊害を伴った挫折がもたらされた」と記している。
エジプトで失敗した近代化が日本で成功した理由について、明治の日本は教育制度が整っていた上に、「有司専制」などという批判もありつつも、議会や民権政党、マスコミなど政府批判勢力が常に存在して行政のチェック機能が働いていたのに対し、エジプトにはこれがなかったため、君主が個人的な私情や私欲に突き進みやすかったことがあるという。明治政府は外債に慎重で返済能力を越えない現実的な範囲に留めてきたが、エジプトは君主の独走で計算もなく法外な利息の外債に頼り続け、その結果、財政破綻と植民地化を招いたことが指摘されている。
一方エジプト革命から半世紀以上前にオラービー革命を起こしたアフマド・オラービーは、近代化改革が日本で成功した理由について、日本の地理的条件の良さが背景にあると分析していたという。具体的には幕末から明治初期の日本は生糸しか主要産業がなく、イギリスやフランスにとっての日本の価値は大市場である清の付属品、あるいは太平洋進出のための薪炭・水の補給地でしかなく、スエズ運河を有するエジプトに比べて重要度が低かったことがあるという。

### 東アジア・東南アジアの開発独裁と明治維新の違い
明治維新の通説として、天皇を戴いた排他的な藩閥政権が、立憲政治の進展を遅らせながら、経済と軍事の近代化に邁進したとするような解釈があるが、日本政治史研究の坂野潤治と産業政策研究の大野健一は、このような解釈は、事実に相反していると批判する。このような通説では、明治政府は、台湾の蔣介石政権(1949-75)、タイのサリット・タノム政権(1958-73)、韓国の朴正煕政権(1961-79)、シンガポールのリー・クアンユー政権(1965-90)、中華人民共和国の鄧小平政権(1976-97)、マレーシアのマハティール政権(1981-)などの開発独裁のイメージと重ねられた。開発独裁の特徴は、1)内外危機への対応、2)強力な指導者、3)指導者を支えるエリート、4）政治改革を後回しにした開発イデオロギーの最優先、5)民主的手続きではなく経済成果に基づく正統化、6)20-30年の同一体制の継続などがあるが、これらのうち明治維新との共通項は1)の内外危機への対応くらいであると坂野-大野は指摘する。
坂野-大野によれば、明治政権は、単純な独裁体制が何十年も存続したわけではなく、カリスマ的指導者が上意下達の命令を下したわけでもなく、経済の近代化を最優先したわけでもなく、政権の正統性を天皇の権威のみに依存したわけでもなかった。明治維新は、「富国強兵」と「公議輿論」の複数の目標、細かく分ければ、「富国」と「強兵」と「議会」と「憲法」の四目標の並列的競合を通じて、それに指導者間の合従連衡、また指導者らによる目標の優先順位の自由な変更を通じて達成された。明治の変革期においては、指導者も固定的ではなく、優先される路線は数年ごとに入れ替わり、勝利した集団も敗退した集団も永続的にその地位にいたわけではなく、これは開発独裁のような単一目標の追及や単純な政治構造や単線的進行とは異なる、極めて複雑な局面展開をともなう柔構造モデルであったという。

## 関連作品

### 歴史小説
- 島崎藤村『夜明け前』（1935年)
  - 『第一部上』、『第一部下』、『第二部上』、『第二部下』（青空文庫、新字新仮名）
- 司馬遼太郎
  - 『竜馬がゆく』（1963-1966年)、『燃えよ剣』(1964年)、『峠』（1968年)、『歳月』（1969年)、『世に棲む日日』（1971年)、『坂の上の雲』（1972年)、『花神』（1972年)、『翔ぶが如く』（1976年)、『胡蝶の夢』（1979年)
- 大佛次郎『天皇の世紀』(1974年)
- 吉村昭『桜田門外ノ変』（新潮社 1990年)、『幕府軍艦「回天」始末』（文藝春秋 1990年)、『生麦事件』（新潮社、1998年)、『彰義隊』（朝日新聞社 2005年)

### ドラマ
- NHK大河ドラマ『八重の桜』（2013年）では、会津藩が舞台となり、会津戦争の様子も描かれている。

### ドキュメンタリー
- 公共放送サービスの歴史ドキュメンタリーThe Pacific Century、1992年。 - エミー賞受賞。フランク・ギブニーの息子アレックスが脚本を書き、The Meiji Revolution（明治革命）として扱われた。